# Mùa bão Tây Bắc Thái Bình Dương 2018
Mùa bão Tây Bắc Thái Bình Dương 2018 là một mùa bão hoạt động mạnh có tất cả 29 cơn bão (bao gồm 1 cơn bão từ Trung tâm Thái Bình Dương di chuyển sang), một nửa trong số chúng đạt cường độ bão cuồng phong và có 7 cơn đạt cấp siêu bão. Mùa bão năm 2018 có một điểm đặc biệt là bắt đầu từ những ngày cuối của năm 2017 với cơn bão Bolaven, hình thành từ 1 áp thấp nhiệt đới ngày 29 tháng 12 và mạnh lên thành bão vào ngày 03 tháng 1 năm 2018 (số hiệu 1801). Cơn bão cuồng phong đầu tiên của mùa bão, Jelawat, đạt cấp bão cuồng phong vào ngày 29 tháng 3 và trở thành siêu bão đầu tiên của mùa bão vào ngay hôm sau. Mùa bão 2018 chứng kiến một số lượng lớn xoáy thuận nhiệt đới tác động đến Nhật Bản và Trung Quốc với 7 cơn bão đổ bộ Nhật Bản, 10 cơn bão đổ bộ Trung Quốc. Trung tuần tháng 8, bão Rumbia đổ bộ vào Thượng Hải dù chỉ cấp 8-9 nhưng gây lũ lụt diện rộng và thiệt hại tài sản lớn nhất trên toàn vùng trong năm 2018 - 5,36 tỉ USD. Bão Jebi là cơn bão mạnh nhất đổ bộ vào vùng vịnh Kansai, Nhật Bản trong 25 năm qua, gây thiệt hại lên tới 12,6 tỉ USD. Bão Yutu là cơn bão mạnh nhất của mùa bão (215 km/h, 900hPa), mạnh nhất trong khu vực Tây Bắc Thái Bình Dương kể từ siêu bão Haima trong năm 2016.
Ở nước ta, mùa bão bắt đầu sớm từ những ngày đầu tháng 6 với cơn bão số 2 (Ewiniar) mặc dù cơn bão số 1 hình thành từ những ngày đầu tháng 1. Nhìn chung, dù tổng số bão và ATNĐ lớn hơn TBNN (15 cơn tất cả) nhưng tập trung phần lớn ở Bắc Biển Đông, đa số cường độ yếu và tác động không mạnh mẽ đến đất liền nước ta (chủ yếu ở cấp 6-8) tập trung tại hai khu vực: Ninh Bình - Thanh Hóa - Nghệ An và Bình Thuận - Bà Rịa Vũng Tàu - Thành phố Hồ Chí Minh. Năm 2018 là năm thứ hai liên tiếp không có bão đổ bộ trực tiếp vào khu vực Bắc Bộ. Thiệt hại thiên tai năm 2018 ở nước ta ước đạt 20.000 tỷ đồng (895 triệu USD). Mùa bão 2018 hoạt động giống năm 1987, 1993.

## Dự báo
| Dự báo rủi ro bão nhiệt đới Ngày | Xoáy thuận nhiệt đới | Tổng số bão             | Bão lớn                 | Chỉ số năng lượng tích lũy (ACE) |          | Tham khảo |
| -------------------------------- | -------------------- | ----------------------- | ----------------------- | -------------------------------- | -------- | --------- |
| Trung bình (1965–2017)           | 26                   | 16                      | 9                       | 294                              |          | [ 2 ]     |
| 11 tháng 5 năm 2018              | 27                   | 17                      | 9                       | 307                              |          | [ 2 ]     |
| 6 tháng 7 năm 2018               | 27                   | 17                      | 10                      | 331                              |          | [ 3 ]     |
| 7 tháng 8 năm 2018               | 27                   | 17                      | 9                       | 319                              |          | [ 4 ]     |
| Thời gian công bố                | Trung tâm khí tượng  | Thời hạn dư báo (Tháng) | Thời hạn dư báo (Tháng) | Số xoáy thuận dự báo             |          | TK        |
| 15 tháng 1 năm 2018              | PAGASA               | 1-3                     | 1-3                     | 1–3                              |          | [ 5 ]     |
| 15 tháng 1 năm 2018              | PAGASA               | 4-6                     | 4-6                     | 2–4                              |          | [ 5 ]     |
| 15 tháng 3 năm 2018              | VNCHMF               | 1-12                    | 1-12                    | 12–13                            |          | [ 6 ]     |
| 23 tháng 3 năm 2018              | HKO                  | 1-12                    | 1-12                    | 5–8                              |          | [ 7 ]     |
| 13 tháng 7 năm 2018              | PAGASA               | 7-9                     | 7-9                     | 6-8                              |          |           |
| 13 tháng 7 năm 2018              | PAGASA               | 10-12                   | 10-12                   | 4–6                              |          | [ 8 ]     |
| Mùa bão 2018                     | Trung tâm khí tượng  | XTNĐ                    | Bão nhiệt đới           | Bão cuồng phong                  | Siêu bão | TK        |
| Số lượng đã theo dõi             | JMA                  | 44                      | 28                      | 13                               | ---      |           |
| Số lượng đã theo dõi             | JTWC                 | 36                      | 30                      | 16                               | 7        |           |
| Số lượng đã theo dõi             | PAGASA               | 20                      | 15                      | 6                                | 0        |           |

## Tóm lược
Thang bão Nhật Bản (JMA)
Thang bão Saffir-Simpson

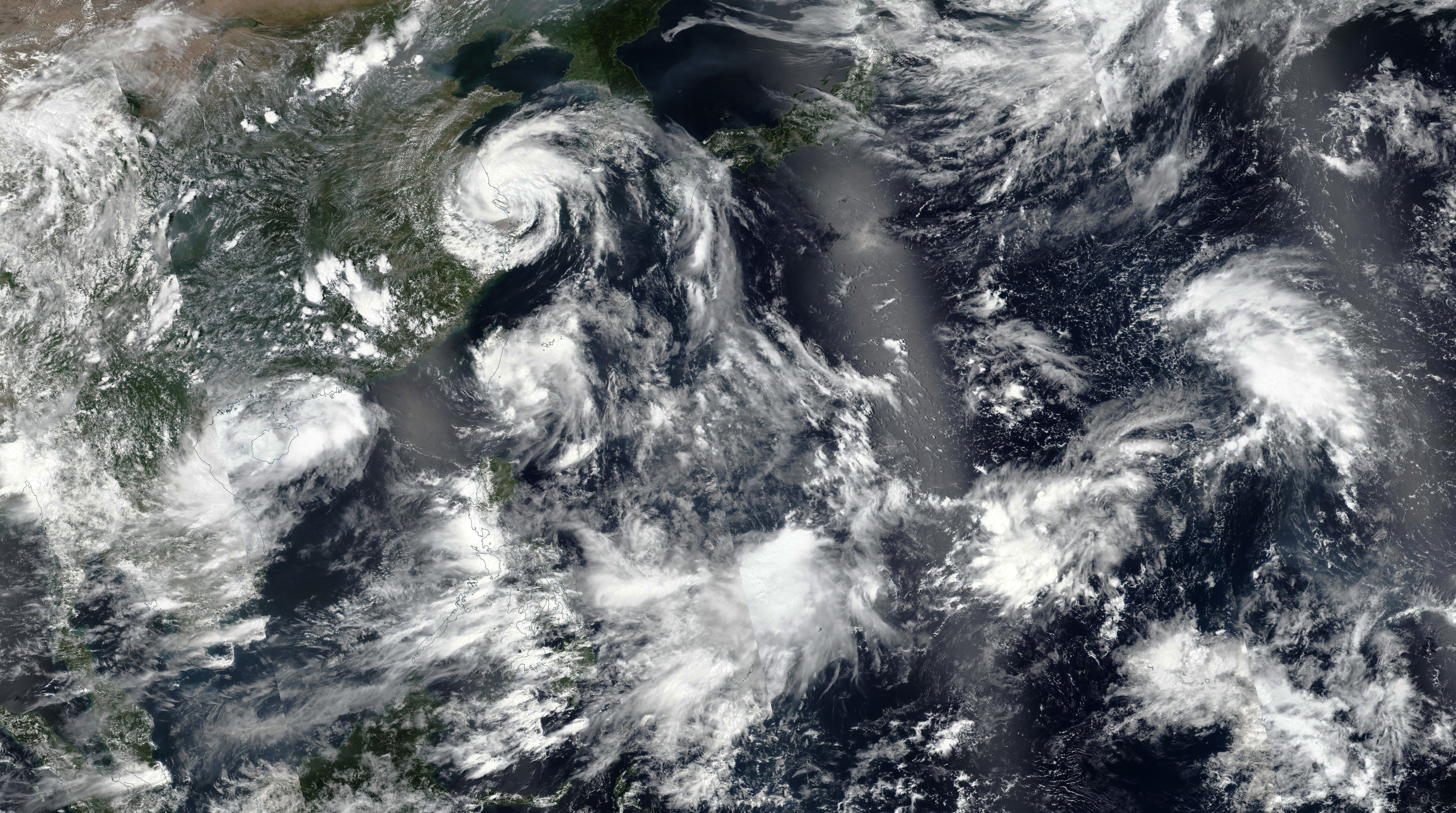
13W(Joise);14W(Wukong);15W(Jongdari);Ampil và Sơn Tinh cùng lúc hoạt động trong ngày 22 tháng 7(UTC).

Trên toàn vùng, mùa bão trên Tây Bắc Thái Bình Dương 2018 bắt đầu khá sớm, từ những ngày cuối năm 2017 với ATNĐ hình thành ngày 29/12 nhưng mạnh lên thành bão vào ngày 03/1/2018. Bão cũng đã xuất hiện ngay trong tháng 2 và 3. Hiện tượng La Nina 2016-18 đã tạm kết thúc vào tháng 5/2018. Trong tháng 6/2018 đã xuất hiện 7 áp thấp nhiệt đới (1 không chính thức) và 4 trong số đó trở thành bão (tuy nhiên có 1 cơn không chính thức) với cơn bão đầu tiên tiên tên là Ewiniar và một nửa trong số bão đó trở thành bão cuồng phong với Maliksi ban đầu là cơn bão cuồng phong đầu tiên nhưng sau khi phân tích lại thì JMA đã giáng xuống một cấp,do vậy danh hiệu này thuộc về bão Prapiroon, mùa bão chính thức bắt đầu trên biển Philippines và biển Đông. Trong tháng 6 bão hoạt động mạnh trên Bắc Biển đông với 1 bão 2 ATNĐ.

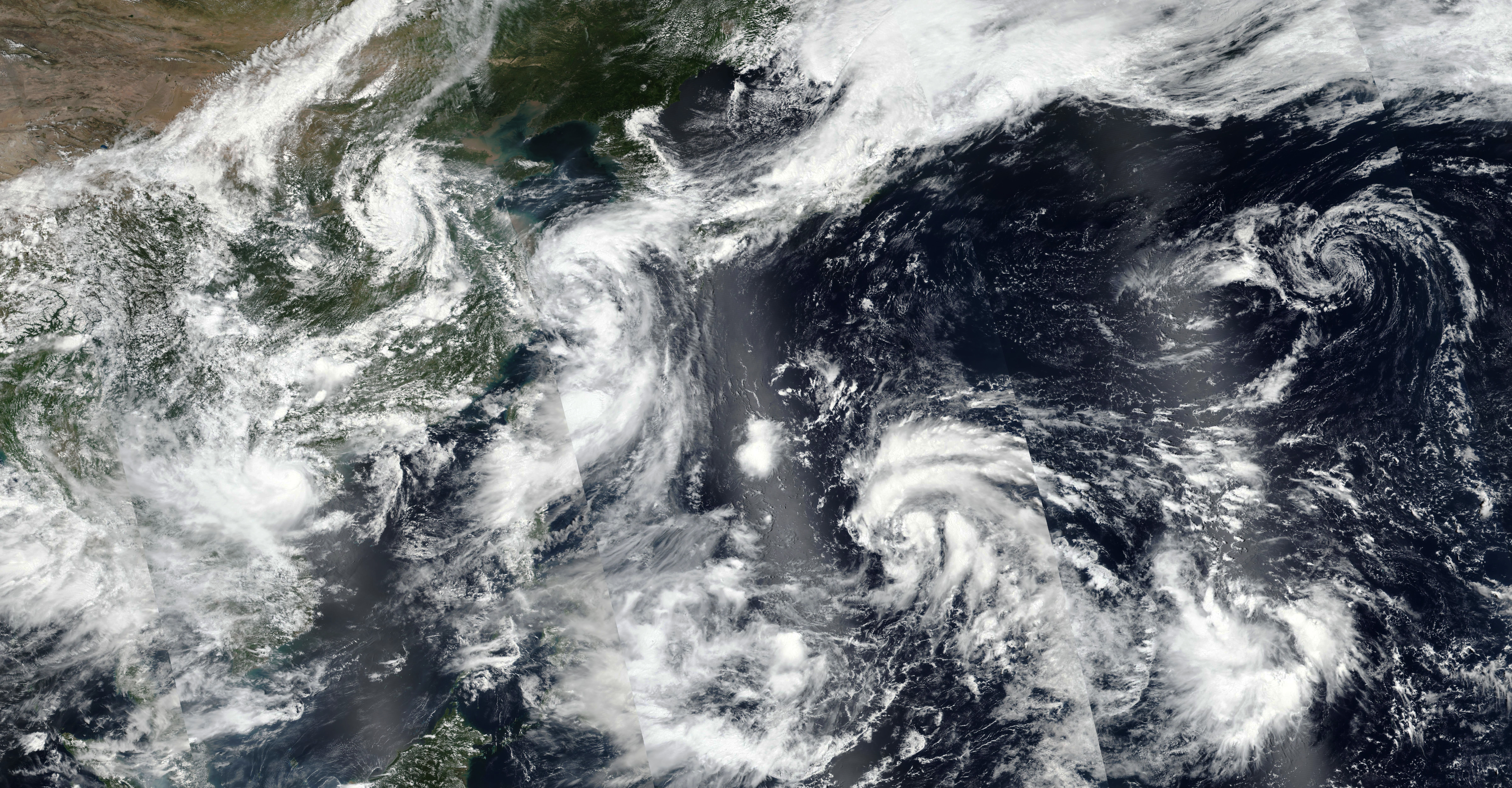
Benbica;Yagi;Rumbia;Leepi;Soulik;Hector;ATNĐ sau này trở thành bão Cimaron hoạt động trong ngày 16 tháng 8.

Trong tháng 7 năm 2018; đã có tới 7 xoáy thuận nhiệt đới hình thành trong toàn vùng; với xoáy thuận hình thành trong tháng 7 đầu tiên là Maria hoạt động trong 10 ngày và cũng là cơn bão cấp 5 đầu tiên kể sừ sau bão Nock-ten (2016) (do 2017 sau đánh giá lại không có bão cấp 5). Tiếp tục quá trình sôi động; sau 3-4 ngày khi Maria tan thì các cơn bão Sơn Tinh, Ampil, Wukong, Jongdari lần lượt hình thành ở ngoài khơi Philippines và trên Biển Đông; Sơn Tinh sau khi đổ bộ vào Nghệ An đã suy yếu nhưng tàn dư của Sơn Tinh bị hút ngược trở ra và nó lại tái sinh thành ATND trên ven biển Nam Định-Thanh Hóa; Bão Ampil là cơn đầu tiên đổ bộ vào vùng châu thổ Sông Dương Tử kể từ sau bão Damrey năm 2012. Bão Jongdari cuối tháng 7 đã đổ bộ Nhật Bản, sau đó đã đổ bộ vào miền Đông Trung Quốc. Trong tháng 8 năm 2018 ghi nhận một số lượng lớn bão và ATNĐ tác động đến Nhật Bản, Hàn Quốc và Trung Quốc. Bão Shanshan, Leepi, Cimaron tiến vào Nhật, Leepi và Soulik tiến vào Hàn Quốc, Yagi, Bebinca, Rumbia và 2 áp thấp nhiệt đới tiến vào Trung Quốc. Bão Rumbia đổ bộ vào Thượng Hải đánh dấu lần đầu tiên có 3 cơn bão đổ bộ Thượng Hải trong 1 năm kể từ năm 1873. Bão Bebinca có quỹ đạo khó lường, diễn biến phức tạp gần giống bão Amy năm 1994 và đổ bộ vào Thanh Hóa. Sang tháng 9 và nửa đầu tháng 10 bão hoạt động yếu dần, nhưng xuất hiện các cơn có cường độ rất mạnh như Mangkhut, Trami, Kong-rey, Yutu. Tháng 11 năm 2018, xuất hiện 3 cơn bão cường độ không quá mạnh là Usagi, Toraji, Man-yi.

### Việt Nam
| Bão số (hoặc ATNĐ số) | Tên quốc tế  | Khu vực đổ bộ                                   | Tâm bão         | Tâm bão                               | Thời gian vào bờ | Cấp gió lúc đổ bộ | Cấp bão mạnh nhất trên biển | Các khu vực ảnh hưởng                     |   |
| Bão số (hoặc ATNĐ số) | Tên quốc tế  | Khu vực đổ bộ                                   | Tỉnh            | Trạm khí tượng/ thủy văn gần bão nhất | Thời gian vào bờ | Cấp gió lúc đổ bộ | Cấp bão mạnh nhất trên biển | Các khu vực ảnh hưởng                     |   |
| --------------------- | ------------ | ----------------------------------------------- | --------------- | ------------------------------------- | ---------------- | ----------------- | --------------------------- | ----------------------------------------- | - |
| 1                     | Bolaven      | Nam Trung Bộ Yếu thành vùng thấp                | Phú Yên         | -                                     | 04/1             | < Cấp 6           | Cấp 8                       | Nam Trung Bộ                              |   |
| 2                     | Ewiniar      | Trung Quốc                                      | -               | -                                     | 07/6             | Cấp 8             | Cấp 9                       | Trung Trung Bộ Nam Trung Bộ               |   |
| ATNĐ 1                | Gaemi        | Đài Loan Ra khỏi biển Đông                      | -               | -                                     | 13/6             | -                 | Cấp 6                       | -                                         |   |
| ATNĐ 2                | JMA TD 09    | Trung Quốc                                      | -               | -                                     | 17/6             | Cấp 6             | Cấp 6-7                     | -                                         |   |
| ATNĐ 3                | JMA TD 13    | Bắc Trung Bộ Yếu thành vùng thấp                | Hà Tĩnh         | -                                     | 16/7             | Cấp 6             | Cấp 6                       | Bắc Bộ, Bắc Trung Bộ                      |   |
| 3                     | Sơn Tinh     | Bắc Trung Bộ                                    | Nghệ An         | Đò Đao H. Diễn Châu                   | 18/7             | Cấp 8             | Cấp 9                       | Bắc Bộ Bắc Trung Bộ Trung Trung Bộ Bắc Bộ |   |
| ATNĐ 4                | Josie        | Ra khỏi biển Đông                               | -               | -                                     | -                | -                 | Cấp 6-7                     | -                                         |   |
| ATNĐ 5                | Post-Sontinh | Trung Quốc Mạnh lên sát bờ Nam Định - Thanh Hoá | -               | -                                     | 24/7             | Cấp 7             | Cấp 7                       | Bắc Bộ                                    |   |
| 4                     | Bebinca      | Bắc Trung Bộ                                    | Thanh Hóa       | Tĩnh Gia                              | 17/8             | Cấp 7             | Cấp 10                      | Bắc Bộ Bắc Trung Bộ                       |   |
| ATNĐ 6                | Luis         | Đài Loan                                        | -               | -                                     | 24/8             | Cấp 6-7           | Cấp 6-7                     | -                                         |   |
| 5                     | Barijat      | Trung Quốc Yếu thành vùng thấp                  | -               | -                                     | 13/9             | < Cấp 6           | Cấp 8-9                     | Đông Bắc Bắc Bộ                           | - |
| 6                     | Mangkhut     | Trung Quốc                                      | -               | -                                     | 16/9             | Cấp 13            | Cấp 17                      | Bắc Bộ                                    |   |
| 7                     | Yutu         | Tan trên biển                                   | -               | -                                     | -                | -                 | Cấp 17                      | -                                         |   |
| 8                     | Toraji       | Nam Trung Bộ                                    | Bình Thuận      | Liên Hương                            | 18/11            | Cấp 6             | Cấp 8                       | Nam Trung Bộ Tây Nguyên Nam Bộ            |   |
| 9                     | Usagi        | Nam Bộ                                          | TP. Hồ Chí Minh | Cần Giờ                               | 25/11            | Cấp 7             | Cấp 10                      | Nam Bộ Nam Trung Bộ Nam Tây Nguyên        |   |

Mùa bão năm 2018 bắt đầu từ khi cơn bão số 2 hình thành (ngày 03/6/2018) và hoạt động mạnh trên khu vực Bắc Biển Đông với 16 áp thấp nhiệt đới (trong đó có 9 cơn bão và chỉ có 1 cơn mạnh) và có 4 bão, 2 ATNĐ tác động và đổ bộ trực tiếp đất liền nước ta tập trung ở hai khu vực chính: các tỉnh Ninh Bình, Thanh Hóa và Nghệ An (2 bão, 2 ATNĐ) và các tỉnh Bình Thuận, Bà Rịa-Vũng Tàu và thành phố Hồ Chí Minh (2 cơn bão). Hai cơn bão số 3 (giữa tháng 7) và bão số 4 (giữa tháng 8) đổ bộ lần lượt vào Nghệ An và Thanh Hóa; trong đó bão số 3 đánh dấu năm thứ hai liên tiếp có bão vào Trung Bộ trong tháng 7. Bão số 4 dù hình thành ở Bắc Biển Đông nhưng quỹ đạo và diễn biến bão khá giống cơn bão số 5 (Amy) năm 1994, suy yếu thành ATNĐ trước khi đổ bộ vào Thanh Hóa. Bão số 5 suy yếu thành một vùng thấp ở vùng biển Bắc Vịnh Bắc Bộ rồi tan trên địa phận tỉnh Quảng Tây (Trung Quốc). Bão số 6 là một cơn bão có cường độ rất mạnh đổ bộ vào miền Nam Trung Quốc. Năm 2018 là năm thứ hai liên tiếp không có bão đổ bộ trực tiếp vào Bắc Bộ. Tháng 10/2018 không có bão tiến vào nước ta, sang tháng 11 thì có hai cơn bão số 8 và 9 đổ bộ vào Bình Thuận-Sài Gòn gây thiệt hại nặng nề. Nhìn chung mùa bão năm 2018 tuy nhiều xoáy thuận nhưng hoạt động với cường độ yếu và tác động đến nước ta ít hơn hai năm 2016-2017, có thể nói phần nào do tác động của hiện tượng El Nino yếu.

## Danh sách bão

### Bão Bolaven (Agaton) - Bão số 1
Cấp bão (Việt Nam): Cấp 8 – Bão nhiệt đới.
Cấp bão (Nhật Bản): 35kts – Bão nhiệt đới, áp suất 1002 hPa (mbar).
Cấp bão (Hoa Kỳ): 30kts – Áp thấp nhiệt đới.Sau đánh giá lại 35kts- Bão nhiệt đới
Cấp bão (Hồng Kông - Trung Quốc): 65 km/h (18 m/s) – Bão nhiệt đới.
Cấp bão (Philippines): Bão nhiệt đới.
- Cơn bão này mạnh lên năm 2018 nên được gọi là bão số 1,nhưng xét về mặt lí thuyết thì đây vẫn là bão của mùa bão 2017 (Tháng hình thành,xu hướng đi) vẫn có thể gọi là bão số 17 nhưng vì là năm mới nên có khá nhiều người không chấp nhận điều này, trường hợp giống bão Alice năm 1979.
- Tại Việt Nam đây được xem là bão rớt của mùa bão năm 2017, mặc dù cơn bão Bolaven này tính vào mùa mưa bão năm 2018 (bão số 1). Trường hợp này giống bão Roy (bão số 1 năm 1988) và bão Sonamu (bão số 1 năm 2013).
- Dù đã suy yếu thành vùng thấp trước khi đi vào đất liền và tan trên địa phận tỉnh Phú Yên, nhưng bão đã gây mưa (tuy với lượng không lớn) cho các tỉnh từ Đà Nẵng đến Khánh Hòa. Đây là một trong những xoáy thuận hiếm hoi mà có tác động đến Việt Nam ngay trong tháng 1.
- Một khu vực áp suất thấp sau phát triển thành một áp thấp nhiệt đới phía đông bắc của đảo Palau vào ngày 30 tháng 12 năm 2017. Hệ thống di chuyển về phía tây và vào ngày đầu tiên của năm 2018, PAGASA bắt đầu đưa ra các khuyến cáo về hệ thống này và đặt tên nó là Agaton theo tên địa phương. Cả JMA và JTWC đều sau đó chỉ định kí hiệu hệ thống là 01W. Vào ngày 3 tháng 1, hệ thống phát triển thành một cơn bão nhiệt đới và được đặt tên là Bolaven bởi JMA, do đó trở thành cơn bão đầu tiên trong mùa. Tuy nhiên, vài giờ sau, Bolaven bắt đầu suy yếu và nhanh chóng tan đi. Hệ thống được theo dõi lần cuối bởi JMA ở phía đông Việt Nam vào ngày 4 tháng 1.
- Tác động gây ra bởi Bolaven (Agaton) là vừa phải với khoảng 2.000 hành khách bị mắc kẹt tại các cảng ở Visayas. [9] Tính đến ngày 22 tháng 1, ba người đã bị báo cáo thiệt mạng do bão, trong khi tổng thiệt hại lên đến 554,7 triệu peso (10,9 triệu đô la Mỹ) không đáng kể như hai hệ thống bão trước đó là Kai-tak và Tembin.
- Cơn bão đã gây ra những tác động đối với Quần đảo Caroline, Philippines, Nam Trung Bộ.

### Bão Sanba (Basyang)
Cấp bão (Việt Nam): Cấp 8 – Bão nhiệt đới.
Cấp bão (Nhật Bản): 35kts – Bão nhiệt đới, áp suất 1000 hPa (mbar).
Cấp bão (Hoa Kỳ): 40kts – Bão nhiệt đới.*
Cấp bão (Hồng Kông - Trung Quốc): 65 km/h (18 m/s) – Bão nhiệt đới.
Cấp bão (Philippines): Bão nhiệt đới.
- Bởi cơn bão xuất hiện đúng dịp Tết Nguyên Đán Mậu Tuất 2018, nếu đi vào biển Đông dịp này sẽ cực kỳ nguy hiểm đến người dân, nên lần đầu tiên Trung tâm dự báo KTTV Trung ương đã cảnh báo đến 5 ngày (120 giờ) trước khi đón Tết Nguyên Đán Mậu Tuất.
- Cơn bão này được Trung tâm dự báo khí tượng thủy văn trung ương tính là một áp thấp nhiệt đới ở Nam biển Đông trong tháng 2/2018.[9]
- Một hệ thống áp suất thấp phát triển thành một áp thấp nhiệt đới ở phía bắc đảo Chuuk thuộc quần đảo Micronesia sáng sớm ngày 8 tháng 2. Sau đó nó phát triển thành một cơn bão nhiệt đới vào ngày 11 tháng 2 được đặt tên quốc tế là Sanba bởi JMA. Ngay sau đó, Sanba đi vào vùng biển Philippines và được đặt tên là Basyang bởi PAGASA. Vào ngày 13 tháng 2, Sanba đổ bộ vào Cortes, Philippines khiến nó suy yếu thành áp thấp nhiệt đới. Ngày hôm sau, hệ thống suy yếu xuống mức thấp và nó tan trên biển Đông. [13]
- Khoảng 17.000 người bị ảnh hưởng bởi cơn bão và có 14 trường hợp tử vong. Tổng thiệt hại là 167,955 triệu PHP (3,2 triệu USD). Cơn bão đã gây ra những tác động đối với Quần đảo Caroline, Palau, Philippines.

(*) Trước đó, JTWC cho rằng sức gió mạnh tới 55kts (100 km/h). JTWC đã xã nhận rằng cường độ này là quá cao do vị trí sai trong cảnh báo số 10 và đã hạ nó xuống chỉ vừa bằng một cơn bão tối thiểu (40kts - 75 km/h).

### Bão Jelawat (Caloy)
Cấp bão (F13): 160 mph, Áp suất 922 pha (mbar)
Cấp bão (Nhật Bản): 105kts – Bão cuồng phong, áp suất 915 hPa (mbar).
Cấp bão (Hoa Kỳ): 130kts – Siêu bão cuồng phong cấp 4, áp suất 926 hPa.
Cấp bão (Hồng Kông - Trung Quốc): 185 km/h (52 m/s) – Siêu bão cuồng phong.
Cấp bão (Philippines): 175 km/h - Bão cuồng phong.
- Vào ngày 24 tháng 3, một áp thấp nhiệt đới hình thành ở phía nam quần đảo Mariana và JTWC đặt kí hiệu cho nó là 03W. Vào ngày 25 tháng 3, hệ thống này trở thành một cơn bão nhiệt đới và được đặt tên là Jelawat bởi JMA. Điều kiện thời tiết dần dần trở nên thuận lợi hơn để cơn bão phát triển hơn nữa, kết quả là Jelawat liên tục mạnh lên và tổ chức nâng cảnh báo bão nhiệt đới lúc 18:00 UTC vào ngày 28 tháng 3. Sau đó vào ngày 29 tháng 3, mắt bão bắt đầu xuất hiện vào dẫn đến việc JMA phân loại nó thành một cơn bão nhiệt đới nghiêm trọng vào lúc 00:00 UTC vào ngày 29 tháng 3. 36 giờ sau khi mắt bão xuất hiện rõ nét, Jelawat đạt được cường độ cực đại vào sáng hôm đó, với sức gió 195 km/h duy trì trong 10 phút và áp suất tại trung tâm là 915 hPa (tức 27,02 inHg). Đồng thời, JTWC đánh giá nó là siêu bão cấp 4.
- Ngay lập tức sau khi đạt tới cường độ cao, Jelawat bắt đầu suy yếu nhanh chóng do sự gia tăng mạnh mẽ của gió cắt và không khí khô và cơn bão đã giảm xuống dưới sức bão nhiệt đới vào cuối ngày 31 tháng 3. Trong vài ngày tới, Jelawat di chuyển về phía đông bắc và quay về hướng đông, trước khi tan hoàn toàn vào ngày 2 tháng 4.
- Cơn bão đã gây ra những tác động nhỏ đối với quốc đảo Palau, Quần đảo Caroline và Quần đảo Bắc Mariana.

### Áp thấp nhiệt đới 04W
Cấp bão (Nhật Bản): 30kts – Áp thấp nhiệt đới, áp suất 1008 hPa (mbar).
Cấp bão (Hoa Kỳ): 35kts – Bão nhiệt đới.
- Khu vực áp suất thấp ở phía đông quần đảo Mariana đã được JMA nâng cấp thành áp thấp nhiệt đới vào cuối ngày 10 tháng 5[10], ngay trước khi JTWC ban hành TCFA[11]. Vào ngày 12 tháng 5, đối lưu sâu đã được quan sát gần trung tâm của nó khi JTWC bắt đầu đưa ra các khuyến cáo về hệ thống đưa ra chỉ định 04W[12]. Khoảng 12 giờ sau đó, đã được báo cáo rằng 04W đã được JTWC nâng cấp thành cơn bão nhiệt đới sau khi hình ảnh vệ tinh được mô tả trên một trung tâm được xác định rõ[13]. Theo dõi trong một hướng theo hướng tây bắc, hệ thống bắt đầu yếu đi khi nó bắt đầu bước vào một khu vực có điều kiện bất lợi[14]. Do đó, 04W nhanh chóng suy yếu khi JTWC đã ban hành tư vấn cuối cùng của họ về hệ thống vào đầu ngày 14 tháng 5, khi hệ thống cho thấy một trung tâm rất dài và tiếp xúc, do lực cắt gió rất mạnh[15]. Tuy nhiên, JMA đã theo dõi hệ thống cho đến đầu ngày 15 tháng 5, khi nó cuối cùng đã tiêu tan[16].
- Chỉ có hai trung tâm lớn là JTWC và JMA theo dõi hệ thống này do nó ở vị trí ngoài khơi Thái Bình Dương,cách khá xa đất liền mà cường độ yếu.

### Bão Ewiniar - Bão số 2
Cấp bão (Việt Nam): Cấp 8 – Bão nhiệt đới.
Cấp bão (Nhật Bản): 40kts – Bão nhiệt đới, áp suất 998 hPa (mbar).
Cấp bão (Hoa Kỳ): 40kts – Bão nhiệt đới.
Cấp bão (Hồng Kông - Trung Quốc): 75 km/h (21 m/s) – Bão nhiệt đới.
- Trung tâm dự báo KTTV Trung ương lần đầu tiên đã cảnh báo từ phạm vi gió mạnh trở lên.
- Cơn bão có quỹ đạo khá phức tạp và tác động trực tiếp đến ven biển Trung & Nam Trung Bộ, gây mưa lớn từ ngày 02-05/6, một điểm khá bất thường vào đầu tháng 6 (bởi hằng năm đây là mùa nắng nóng và mùa khô tại vùng này). Tại đảo Lý Sơn có gió giật cấp 6-7 do áp thấp nhiệt đới trước bão.
- Một khu vực áp suất thấp bắt nguồn từ một rãnh thấp xích đạo phát triển thành một áp thấp nhiệt đới trên Biển Đông vào ngày 2 tháng 6[17][18]. Cuối ngày hôm đó, JTWC đã theo dõi và chỉ định hệ thống là 05W[19]. 05W uốn khúc theo hướng tây cho đến khi nó cong về phía bắc và sau ba ngày, JTWC nâng cấp hệ thống thành một cơn bão nhiệt đới[20]. JMA đã làm như vậy ba giờ sau đó vào đầu ngày 6 tháng 6, đặt tên nó là Ewiniar[21]. Không lâu sau đó, Ewiniar đổ bộ vào miền Nam Trung Quốc. Ewiniar duy trì cường độ của nó trong khi trên đất liền cho đến khi JTWC ban hành cảnh báo cuối cùng về nó vào cuối ngày 7 tháng 6[22]. Tuy nhiên, JMA đã theo dõi hệ thống cho đến đầu ngày 9 tháng 6, khi Ewiniar đã suy yếu thành một áp thấp nhiệt đới và nhanh chóng tiêu tan[23].
- 8 người thiệt mạng tại Trung Quốc, trong khi tổng thiệt hại kinh tế ước tính khoảng 3,67 tỷ Nhân dân tệ (573 triệu USD)[24].

### Bão Maliksi (Domeng)
Cấp bão (Nhật Bản): 60kts - Bão nhiệt đới dữ dội,áp suất 970 hPa
Cấp bão (Hoa Kỳ): 60kts – Bão nhiệt đới.
Cấp bão (Hồng Kông - Trung Quốc): 110 km/h (30 m/s) – Bão nhiệt đới dữ dội.
Cấp bão (Philippines): 120 km/h (giật 145 km/h) – Bão cuồng phong.
- Một khu vực áp suất thấp ở phía Tây Bắc Palau đã phát triển thành một áp thấp nhiệt đới vào cuối ngày 3 tháng 6. Vào ngày hôm sau, hệ thống này được đặt tên là Domeng bởi PAGASA, trong khi JTWC đã ban hành TCFA cho hệ thống. Sau khi hệ thống đã củng cố thêm, JMA cuối cùng đã nâng cấp hệ thống thành một cơn bão nhiệt đới, đặt tên nó là Maliksi. Tuy nhiên, JTWC đã không theo dõi hệ thống cho đến 03:00 UTC ngày 8 tháng 6 khi nó cũng đưa ra chỉ định ký hiệu 06W. Di chuyển về phía bắc, Maliksi tiếp tục tăng cường cho đến khi nó đạt đến đỉnh điểm vào đầu ngày 10 tháng 6 với tốc độ gió 110 km/h và áp suất tối thiểu 970 hPa. JMA đã phân loại nhanh Maliksi thành một cơn bão cuồng phong, nhưng đã bị hạ cấp xuống một cơn bão nhiệt đới sau khi phân tích. Sau đó, Maliksi bắt đầu suy yếu. Khi gặp các môi trường bất lợi vào ngày 11 tháng 6, cả hai cơ quan đã ngay lập tức ngừng cảnh báo về hệ thống và hệ thống được tuyên bố là một cơn lốc xoáy nhiệt đới. JMA đã theo dõi tàn dư của Maliksi cho đến 00:00 UTC ngày 13 tháng 6.
- Mặc dù không đổ bộ vào Philippines, PAGASA tuyên bố bắt đầu chính thức mùa mưa vào ngày 8 tháng 6 năm 2018. Hai người đã thiệt mạng do mưa lớn ở Philippines.

### Bão cận nhiệt đới 07W
Cấp bão (Hoa Kỳ): 35kts – Bão nhiệt đới, áp suất 996 hPa (mbar).
- Một sự xáo trộn được hình thành ở phía tây nam Đài Loan vào ngày 12 tháng 6 và JTWC đã chỉ ra sau đó. Đến 21:00 UTC ngày 13 tháng 6, JTWC đã ban hành cảnh báo đầu tiên về hệ thống, chỉ định là 07W. Mặc dù nằm trong một môi trường bị xáo trộn vừa phải, hệ thống nằm trên nơi có nhiệt độ bề mặt tương đối ấm với các mảng đối lưu và điều này khiến JTWC nâng cấp 07W lên một cơn bão nhiệt đới. JTWC sau đó đã ban hành cảnh báo thứ tư nhưng cuối cùng của họ về 07W vào 15:00 UTC ngày 14 tháng 6, khi hệ thống nhanh chóng trải qua một giai đoạn chuyển đổi khi hệ thống mất dần cấu trúc của nó một cách nhanh chóng. 07W hoàn toàn trở thành một cơn lốc xoáy nhiệt đới ở phía nam của lục địa Nhật Bản vào 06:00 UTC ngày 15 tháng 6, mặc dù tàn dư của nó vẫn được theo dõi cho đến ngày 25 tháng 6, khi hệ thống đến gần bờ biển British Columbia.

### Bão Gaemi (Ester)
Cấp bão (Việt Nam): Cấp 7 – Áp thấp nhiệt đới (Đi ra khỏi khu vực theo dõi của Việt Nam vào ngày 14 tháng 6).
Cấp bão (Nhật Bản): 45kts – Bão nhiệt đới, áp suất 990 hPa (mbar)
Cấp bão (Hoa Kỳ): 35kts – Bão nhiệt đới.
Cấp bão (Hồng Kông - Trung Quốc): 65 km/h (18 m/s) – Bão nhiệt đới.
Cấp bão (Philippines): Bão nhiệt đới.
- Vào ngày 13 tháng 6, một áp thấp nhiệt đới hình thành trên biển Đông, từ tàn dư của đuôi cơn bão nhiệt đới 07W. Vào ngày 14 tháng 6, PAGASA đã thông báo nó đi vào khu vực chịu trách nhiệm của Philippines, gán tên Ester. Áp thấp nhiệt đới Ester (08W) và sau khi tăng cường để trở thành một cơn bão nhiệt đới, nó đã được gán cho tên Gaemi bởi JMA. Vào ngày 19 tháng 6, NDRRMC báo cáo rằng có ba người đã chết vì mưa gió do bão Gaemi.

### Bão Prapiroon (Florita)
Cấp bão (Nhật Bản): 65 kts (35 m/s) – Bão cuồng phong, áp suất 960 hPa (mbar).
Cấp bão (Hoa Kỳ): 80kts – Bão cuồng phong cấp 1.
Cấp bão (Hồng Kông - Trung Quốc): 120 km/h (18 m/s) – Bão cuồng phong.
Cấp bão (Philippines): 90 km/h (giật 115 km/h) – Bão nhiệt đới dữ dội.
Cấp bão (Hàn Quốc): 120 km/h (32 m/s) – Bão mạnh.
Cấp bão (Đài Loan - Trung Quốc): 33 m/s - Bão cuồng phong.
- Khu vực áp thấp phía tây của Okinotorishima phát triển thành áp thấp nhiệt đới vào ngày 28 tháng 6. Vào ngày hôm sau, PAGASA bắt đầu đặt tên là Florita. 6 giờ sau, Florita trở thành một cơn bão nhiệt đới, với việc JMA giao nó với tên quốc tế Prapiroon. Vào ngày 30 tháng 6, Prapiroon bắt đầu tăng cường thành cơn bão nhiệt đới. Vào ngày 2 tháng 7, Prapiroon trở thành một cơn bão cấp 1, gần Nhật Bản và Hàn Quốc. Vào ngày 3 tháng 7, bão Prapiroon có cường độ cực đại. Cùng ngày, Prapiroon đổ bộ vào Nhật Bản. Sau khi đổ bộ, Prapiroon đã suy yếu một thời gian ngắn. Prapiroon trở thành một khu vực áp suất thấp vào ngày hôm sau, mặc dù JMA vẫn theo dõi tàn dư của nó cho đến ngày 10 tháng 7, khi nó cuối cùng tan biến.
- Tính đến tháng 7 năm 2018, một người từ Hàn Quốc đã bị giết bởi cơn bão. Thiệt hại nông nghiệp ở quận Okinawa vào khoảng 49,39 triệu Yên (446.000 đô la Mỹ).

### Bão Maria (Gardo)
Cấp bão (F13):160 mph,Áp suất 910 hPa mbar)
Cấp bão (Nhật Bản): 105 kts – Bão cuồng phong, áp suất 915 hPa (mbar).
Cấp bão (Hoa Kỳ): 145 kts – Siêu bão cuồng phong cấp 5.
Cấp bão (Hồng Kông - Trung Quốc): 220 km/h (61 m/s) – Siêu bão cuồng phong.
Cấp bão (Hàn Quốc): Bão cuồng phong.
Cấp bão (Philippines): 200 km/h (giật 245 km/h) – Bão cuồng phong.
- Cơn bão đạt cấp 5 (thang Staffir-Simpson) đầu tiên kể từ sau siêu bão Nock-ten năm 2016 (Do năm 2017 sau đánh giá lại thì không có bão cấp 5).
- Là cơn bão có sức gió 1 phút mạnh bằng bão Marcus tại khu vực Nam bán cầu.
- Một áp thấp nhiệt đới được hình thành vào ngày 3 tháng 7. Vào ngày hôm sau, hệ thống này đã thành cơn bão nhiệt đới Maria. Đầu ngày 5 tháng 7, Maria tăng cường thành một cơn bão nhiệt đới nghiêm trọng, trong khi JTWC phân loại hệ thống này thành bão cấp 1. Sự bùng nổ xảy ra sau đó và ngày hôm đó, Maria trở thành một cơn bão siêu bão và cơn bão tương đương loại 5 đầu tiên của lưu vực này kể từ bão Nock-ten năm 2016. Ngay sau đó, Maria yếu đi, mắt bão nhỏ lại. Tuy nhiên, vào ngày 8 tháng 7, Maria lấy lại cường độ tương đương loại 5. Sau đó, nó đổ bộ vào Đông Trung Quốc vào ngày 10 tháng 7 như một cơn bão cấp 2 sau khi quét qua miền Nam Nhật Bản và giết chết hai người.

### Bão Sơn-Tinh (Henry) - Bão số 3
Cấp bão (Việt Nam): Cấp 9 – Bão nhiệt đới.
Cấp bão (Nhật Bản): 40kts – Bão nhiệt đới, áp suất 994 hPa (mbar).
Cấp bão (Hoa Kỳ): 50kts – Bão nhiệt đới.
Cấp bão (Hồng Kông - Trung Quốc): 65 km/h (18 m/s) – Bão nhiệt đới.
Cấp bão (Hàn Quốc): 75 km/h (21 m/s) – Bão nhiệt đới.
Cấp bão (Philippines): Bão nhiệt đới.
- Bão số 04 đổ bộ vào Thanh Hóa, Nghệ An, tâm của bão lúc 23h50' ngày 18/7/2018 đổ bộ trực tiếp vào Diễn Châu (Nghệ An) đánh dấu năm thứ hai liên tiếp có bão vào miền Trung nước ta trong tháng 7. Đây là minh chứng rõ nét của biến đổi khí hậu.
- Bão Sơn Tinh này khi ở trên biển Đông có lúc di chuyển nhanh đến 40 Km/h nhưng chủ yếu đi hướng tây do yếu và bị áp cao cận nhiệt đới chi phối.
- Vùng thấp hậu bão trôi dạt về phía Bắc Bộ, gây mưa lũ lớn cho miền Bắc nước ta đồng thời nạp năng lượng và di chuyển ra ven biển Nam Định - Thanh Hóa mạnh lên thành ATNĐ chiều 21/7. Cơn bão này có hướng đi khá giống bão số 5 cuối tháng 7 năm 1994 (vùng thấp cũng di chuyển từ phía Quảng Ninh - Lạng Sơn ra biển mạnh lên thành ATNĐ ngay trên Vịnh Bắc Bộ, sau mạnh thành bão đổ bộ vào phía Nam Thanh Hóa) và bão số 6 - Goni đầu tháng 8 năm 2009 (vùng thấp hậu bão từ Quảng Tây trôi xuống Vịnh Bắc Bộ mạnh lại thành bão, đi một vòng quanh đảo Hải Nam rồi tan).

1. Một khu vực áp suất thấp được củng cố thành áp thấp nhiệt đới vào ngày 15 tháng 7, về phía tây bắc Manila, Philippines. JTWC chỉ định nó là 11W trong khi PAGASA đặt tên là Henry [26]. Khi hệ thống di chuyển theo hướng tây nhanh, hệ thống dần dần được tăng cường và được tuyên bố là cơn bão nhiệt đới vào ngày 17 tháng 7, với việc JMA đặt tên nó là Sơn Tinh khi cấu trúc đối lưu của nó được cải thiện[27]. Mặc dù sau đó, Sơn Tinh đã yếu đi một chút khi nó gần đảo Hải Nam trong khi trải qua sự cắt giảm vừa phải[28]. Trong ngày hôm sau, tuy nhiên, Sơn Tinh đã tăng cường hơn trong Vịnh Bắc Bộ do nhiệt độ mặt biển ấm áp trước khi nó đổ bộ vào Nghệ An, tâm bão đi qua địa phận huyện Diễn Châu.[29]. Cả hai cơ quan đã ban hành cảnh báo cuối cùng của họ về Sơn Tinh vào ngày 19 tháng 7 khi hệ thống đã suy yếu trở lại nhưng vẫn nằm trên dải hội tụ nhiệt đới.[30]. Mặc dù vậy, JTWC tiếp tục theo dõi mức thấp còn lại của nó trong vòng hai ngày tới[31].
2. Bão đã gây ra lũ lụt và lở đất và giết chết 22 người; 12 người mất tích ở các tỉnh Bắc Bộ và bắc Trung Bộ nước ta.[32].Bão cũng có tác động đến Thái Lan.

* Không nên nhầm lẫn với Bão Sơn Tinh (2012) - Cơn bão có cường độ rất mạnh (cấp 14 - NCHMF) đổ bộ vào đồng bằng Bắc Bộ vào tháng 10 với cơn bão này có cường độ yếu (cấp 9 - NCHMF) đổ bộ vào Bắc Trung Bộ vào tháng 7. Đây đều là hai cơn bão đổ bộ trái mùa.

### Bão Ampil (Inday)
Cấp bão (Nhật Bản): 50kts – Bão nhiệt đới dữ dội, áp suất 985 hPa (mbar).
Cấp bão (Hoa Kỳ): 55kts – Bão nhiệt đới.
Cấp bão (Hồng Kông - Trung Quốc): 90 km/h (23 m/s) – Bão nhiệt đới dữ dội.
Cấp bão (Philippines): Bão nhiệt đới.
Cấp bão (Hàn Quốc): 27 m/s – Bão nhiệt đới.
Cấp bão (Bắc Kinh):  m/s – Bão nhiệt đới dữ dội.
- Vào ngày 17 tháng 7, một áp thấp nhiệt đới yếu đã phát triển trên biển Philippines. Với một số đối lưu sâu và hệ thống nằm trong môi trường thuận lợi, JTWC bắt đầu theo dõi trên hệ thống, chỉ định nó là 12W. Vào ngày hôm sau, PAGASA theo dõi và được đặt tên là Inday. Vào lúc 12:00 UTC ngày 18 tháng 7, hệ thống này đã trở thành một cơn bão nhiệt đới và được đặt tên là Ampil. Khi Ampil di chuyển theo hướng bắc, cấu trúc của hệ thống đã mở rộng. Mặc dù hàm lượng nhiệt đại dương không thuận lợi, Ampil vẫn duy trì nhiệt độ bề mặt tương đối ấm, do đó Ampil được xếp vào loại bão nhiệt đới nghiêm trọng. Với hệ thống đối lưu được cải thiện, JTWC đã đánh giá rằng Ampil đã đạt tới đỉnh cao nhất 1 phút là 95 km/h. Ampil đạt đến cường độ đỉnh của nó với áp suất tối thiểu 985 hPa và duy trì cường độ đó trong vài ngày tới, bất chấp sự thay đổi hướng. Vào ngày 21 tháng 7, trung tâm của hệ thống lộ ra khi hệ thống yếu đi một chút. Vào ngày hôm sau, JMA đã hạ cấp Ampil trở lại một cơn bão nhiệt đới, khi hệ thống đổ bộ vào Trung Quốc do thiếu đối lưu. Ampil suy yếu hơn nữa thành một áp thấp nhiệt đới vào ngày 23 tháng 7, và cả hai cơ quan đã ban hành tư vấn cuối cùng của họ về hệ thống. JMA tiếp tục theo dõi hệ thống cho đến khi nó bị suy yếu thành một khu vực có áp suất thấp, lúc 18:00 UTC vào ngày 24 tháng 7.
- Mưa lớn ở tỉnh Sơn Đông tới 237 mm (9,3 in) ở Thiên Tân gây ra ngập lụt đáng kể, làm ngập 31.600 ha cây trồng và ảnh hưởng đến 260.000 người. Một người thiệt mạng ở Trung Quốc và tổng thiệt hại kinh tế đạt 1,19 tỷ Yên (175,2 triệu USD).

### Áp thấp nhiệt đới 13W (Josie)
Cấp bão (Việt Nam): 56 km/h - Áp thấp nhiệt đới.
Cấp bão (Thái Lan): 30 kts - Áp thấp nhiệt đới.
Cấp bão (Hoa Kỳ): 35 kts -Bão nhiệt đới.
Cấp bão (Nhật Bản): 15 m/s (30kts) - Áp thấp nhiệt đới, áp suất 998 hPa.
Cấp bão (Bắc Kinh): 15 m/s - Áp thấp nhiệt đới.
Cấp bão (Hồng Kông): 45 km/h - Áp thấp nhiệt đới.
- Một áp thấp nhiệt đới hình thành trên Biển Đông vào ngày 20 tháng 7, theo JMA. Vào ngày 21 tháng 7, hệ thống đã vào Khu vực trách nhiệm PAGASA và được đặt tên là áp thấp nhiệt đới Josie, cơn bão thứ 10 được đặt tên trong mùa này. Áp thấp nhiệt đới Josie (13W) đã đi hàng ngàn km sau khi đổ bộ vào Saud, Ilocos Norte, Philippines. Nó di chuyển về phía bắc vào ngày hôm sau. Trong khi tiếp cận Trung Quốc, 13W sắp trở thành một cơn bão nhiệt đới nhưng sức mạnh chưa đạt được để thành bão nhiệt đới và đã bị yếu đi bởi gió lớn cắt gần Trung Quốc. Phần còn lại của 13W hướng vào nội địa đến Trung Quốc đại lục, nơi nó hoàn toàn tiêu tan.
- Kể từ khi hình thành, gió mùa tây nam hoạt động mạnh ở Philippines. Đến ngày 1 tháng 8, tổng cộng 16 người đã thiệt mạng do lũ lụt, trong khi thiệt hại đã được ghi nhận ở mức 4,66 tỷ đô la (87,4 triệu đô la Mỹ). Gió mùa tây nam đã hoạt động kể từ cơn bão Maria. Tháng Bảy đã có 5 ngày đình chỉ học ở Metro Manila, thứ hai trong lịch sử kể từ khi cơn bão Ketsana đánh Metro Manila và gây ra lũ lụt cao kể từ năm 2009.

### Bão Wukong
Cấp bão (Nhật Bản): 50kts - Bão nhiệt đới dữ dội, áp suất: 990 hPa.
Cấp bão (Hoa Kỳ): 65kts - Bão cuồng phong cấp 1.
- Cuối ngày 21 tháng 7, JTWC bắt đầu đưa ra khuyến cáo về áp thấp nhiệt đới 14W đã phát triển khoảng 603 km về phía Đông của đảo Minami-Tori-shima của Nhật Bản. Tuy nhiên, JMA đã bắt đầu theo dõi hệ thống cho đến đầu giờ ngày 22 tháng 7. Cuối ngày hôm đó, JTWC đã nâng cấp 14W lên một cơn bão nhiệt đới, mặc dù thực tế hệ thống nằm ở phía tây nam không thuận lợi. Trong vòng 24 giờ tới, 14W bắt đầu trở nên thuận lợi trong khu vực của nó và vào 12:00 UTC ngày 23 tháng 7, JMA đã nâng cấp hệ thống này thành một cơn bão nhiệt đới, đặt tên nó là Wukong. Di chuyển lên phía Bắc, Wukong dần dần tăng cường và vào 00:00 UTC ngày 25 tháng 7, JMA nâng cấp Wukong lên một cơn bão nhiệt đới dữ dội. Chín giờ sau, JTWC nâng cấp Ngộ Không lên một cơn bão cấp 1 sau khi hình ảnh vệ tinh mô tả một con mắt bão không hoàn chỉnh. Mặc dù trước ngày 26 tháng 7, cả JMA và JTWC đã đưa ra lời khuyên cuối cùng về Wukong đã nhanh chóng chuyển đổi thành một cơn lốc xoáy nhiệt đới. Tàn dư của Wukong được theo dõi cho đến cuối ngày 27 tháng 7 khi nó được chú ý cuối cùng ngoài khơi bờ biển vùng Viễn Đông của Nga.

### Bão Jongdari
Cấp bão (Nhật Bản): 75kts - Bão cuồng phong, áp suất: 965 hPa.
Cấp bão (Hoa Kỳ): 90kts - Bão cuồng phong cấp 2.
Cấp bão (Hàn Quốc): 40 m/s (144 km/h) - Bão cuồng phong.
Cấp bão (Hồng Kông): 140 km/h - Bão cuồng phong.
- Bão Jongdari là một cơn bão nhiệt đới mạnh, kéo dài và thất thường ảnh hưởng đến Nhật Bản và Đông Trung Quốc vào cuối tháng 7 và đầu tháng 8 năm 2018. Được hình thành là cơn bão thứ mười hai được đặt tên của mùa bão 2018 gần Okinotorishima vào ngày 24 tháng 7, Jongdari dần dần tăng cường và phát triển thành cơn bão vào ngày 26 tháng 7. Bị ảnh hưởng bởi một đỉnh núi thấp và khu cận nhiệt đới, Jongdari đã thực hiện một lượt lần ngược chiều kim đồng hồ ngược chiều kim đi về đông nam của Nhật Bản vào ngày hôm sau. Vào thời điểm đó, nó cũng đạt đến cường độ đỉnh. Cơn bão đổ bộ vào bán đảo Kii ở tỉnh Mie của Nhật Bản vào đầu ngày 29 tháng 7 từ phía đông. Sau khi suy yếu trên đất liền của Nhật Bản, Jongdari nhanh chóng trở lại một cơn bão nhiệt đới trước khi uốn khúc trên Biển Hoa Đông và tan. Không có trường hợp tử vong nào được ghi lại.

### Bão Shanshan
Cấp bão (Hoa Kỳ): 85kts - Bão cuồng phong cấp 2.
Cấp bão (Nhật Bản): 70kts - Bão cuồng phong.
Cấp bão Hàn: 40 m/s (144 km/h) - Bão mạnh.
Cấp bão Bắc Kinh: Bão cuồng phong.

### Bão cận nhiệt đới 95W
Cấp bão (Hoa Kỳ): 35 kts - Bão cận nhiệt đới
- Một cơn bão cận nhiệt đới hoạt động ngày 4 tháng 8 và được gán số hiệu là 95W.

### Bão Yagi (Karding)
Cấp bão (Nhật Bản): 40kts - Bão nhiệt đới, áp suất 990hPa.
Cấp bão (Hoa Kỳ): 40kts - Bão nhiệt đới.
Cấp bão (Hồng Kông): 75 km/h - Bão nhiệt đới.
Cấp bão (Bắc kinh): 23 m/s - Bão nhiệt đới.
Cấp bão (Philippines): Bão nhiệt đới.

### Bão Bebinca - Bão số 4
Cấp bão (Việt Nam): Cấp 9~10 - Bão nhiệt đới dữ dội.
Cấp bão (Nhật Bản): 45kts - Bão nhiệt đới, áp suất: 985hPa (sau đánh giá lại; trước đó bão được cho là mạnh 50kts áp suất 980hPa).
Cấp bão (Hồng Kông): 90 km/h - Bão nhiệt đới dữ dội.
Cấp bão (Hoa Kỳ): 55kts - Bão nhiệt đới.
Cấp bão (Hàn): 24 m/s (86,4 km/h) - Bão yếu.
Cấp bão (Bắc Kinh): 25 m/s (90 km/h) - Bão nhiệt đới dữ dội
- Bão số 5 là một cơn bão có quỹ đạo bất thường, đi vòng vèo quanh vùng biển phía Nam tỉnh Quảng Đông, rồi chuyển hướng Tây Tây Nam vào vịnh Bắc Bộ. Tại đây bão di chuyển hướng giữa Tây-Tây Tây Nam và mạnh lên cấp 9-10. Tuy nhiên khi đi vào vùng biển Nam Định-Thanh Hóa do điều kiện không thuận lợi, bão đã suy yếu nhanh xuống thành Áp thấp nhiệt đới trước khi đổ bộ vào Ninh Bình-Thanh Hóa (tâm Áp thấp nhiệt đới  đổ bộ trực tiếp vào phía Bắc huyện Tĩnh Gia (Thanh Hóa)) sáng sớm ngày 17 tháng 8.
- Quỹ đạo và diễn biến bão có khá nhiều điểm tương đồng với bão Amy - Bão số 5 năm 1994.

### Bão Leepi
Cấp bão (Nhật Bản):50kts - Bão nhiệt đới, áp suất 994 hPa.
Cấp bão (Hoa Kỳ): 65kts - Bão cuồng phong cấp 1.
Cấp bão (Hàn Quốc): 25 m/s - Bão trung bình.

### Bão Hector
Cấp bão (Nhật Bản): 40kts - Bão nhiệt đới.
Cấp bão (Hoa Kỳ): 40kts - Bão nhiệt đới (135 kts: Bão lớn cấp 4 tại khu vực Đông Bắc Thái Bình Dương).

### Bão Rumbia
Cấp bão (Nhật Bản): 45kts - Bão nhiệt đới, áp suất: 985 hPa.
Cấp bão (Hoa Kỳ): 50kts - Bão nhiệt đới.
Cấp bão (Hồng Kông): 85 km/h - Bão nhiệt đới.
Cấp bão (Bắc Kinh): 25 m/s (90 km/h) - Bão trung bình.
Cấp bão (Hàn Quốc): 22 m/s (79,2 km/h) - Bão yếu.
- Vào ngày 15 tháng 8, một áp thấp nhiệt đới ở biển Đông Trung Quốc đã mạnh lên thành cơn bão nhiệt đới Rumbia. Ngay sau khi đạt đến cường độ đỉnh cao trên vịnh Hàng Châu vào ngày 16 tháng 8, Rumbia đổ bộ vào Thượng Hải, Trung Quốc vào khoảng 04:05 CST ngày 17 tháng 8 (20:05 UTC), trở thành cơn bão nhiệt đới thứ ba đánh vào Thượng Hải vào năm 2018.[33]
- Theo hướng Bắc - Tây Bắc, Rumbia di chuyển theo hướng Bắc với tốc độ 10–15 km/h, Trung tâm khí tượng quốc gia thuộc Trung Quốc đã đưa ra cảnh báo màu vàng cho bão, lúc đó nó nằm cách Chu San khoảng 250 km về phía đông Chiết Giang.[34] Đồng thời, Tổng cục Quốc phòng đã phát động một phản ứng khẩn cấp bốn cấp cho các thảm họa khí tượng lớn.[35] Sau khi vào vịnh Hàng Châu ở phía tây của cơn bão ngày 17 tháng 8, Rumbia đổ bộ vào Thượng Hải ở phía bắc[36] và sau đó mang mưa và gió tới Chiết Giang,Thượng Hải, Giang Tô, An Huy, Hồ Bắc, Hà Nam, Sơn Đông và những nơi khác.[37] Sau Ampil và Jongdari, cơn bão thứ ba đổ bộ trực tiếp tại Thượng Hải trong vòng một tháng là lần đầu tiên kể từ kỷ lục khí tượng vào năm 1873, và cũng phá vỡ kỷ lục về số lượng bão đổ bộ ở Đông Trung Quốc qua các năm.[38][39]
- Bão Rumbia là cơn bão gây thiệt hại lớn nhất năm 2018 trên toàn khu vực (5,3 tỷ USD)

### Bão Soulik
Cấp bão (Nhật Bản): 45 m/s (85 kts) - Bão cuồng phong, áp suất: 950 hPa.
Cấp bão (Hoa Kỳ): 105 kts - Bão cuồng phong cấp 3.
Cấp bão (Bắc Kinh): 50 m/s (cấp 15) - Bão cuồng phong dữ dội.
Cấp bão (Hồng Kông): 165 km/h - Bão cuồng phong dữ dội.
Cấp bão (Hàn Quốc): 43 m/s(155 km/h) - Bão mạnh.
Cấp bão (Đài Loan): 43 m/s - Bão cuồng phong.
Cấp bão (Thái Lan): 85 kts - Bão cuồng phong.
- Cơn bão này tuy cường độ không phải là quá mạnh nhưng có mắt bão lớn; với đường kính lên tới 140 km.
- Một khu vực áp suất thấp ở ngoài khơi Philippine đã hình thành một áp thấp nhiệt đới vào cuối ngày 15 tháng 8. JTWC lúc 00:00 UTC ngày 16 tháng 8 chỉ định với tên là 22W. Sau đó, JMA nâng cấp 22W lên cơn bão nhiệt đới và nó được đặt tên quốc tế là Soulik. Vào ngày 17 tháng 8, JMA nâng cấp Soulik lên một cơn bão, đánh dấu cơn bão thứ sáu. Sau đó, Soulik nhanh chóng tiếp năng lượng trở thành một cơn bão lớn và vào ngày hôm sau, Soulik đạt tới cường độ cực đại, với vận tốc gió 165 km/h và duy trì cường độ đó trong vài ngày. Sau khi vượt qua quần đảo Ryukyu vào đầu ngày 22 tháng 8, cơn bão dần dần suy yếu do nhiệt độ mặt biển thấp. Vào ngày 23 tháng 8, Soulik đổ bộ vào huyện Haenam, tỉnh Jeolla Nam của Hàn Quốc vào khoảng 23:00 KST (14:00 UTC). Thiệt hại ở Jeju khoảng 25.22 tỷ (4.64 triệu USD). Thiệt hại kinh tế ở Đông Bắc Trung Quốc được tính là 550 triệu Nhân dân tệ (79,9 triệu USD). Lũ lụt ở Bắc Triều Tiên bởi Soulik cướp đi sinh mạng của 86 người.

### Bão Cimaron
Cấp bão (Nhật Bản): 45 m/s (85 kts) - Bão cuồng phong, áp suất 950 hPa.
Cấp bão (Hoa Kỳ): 115 kts - Bão cuồng phong cấp 4.
Cấp bão (Hàn Quốc): 39 m/s (140 km/h) - Bão mạnh.
Cấp bão (Bắc Kinh): 48 m/s (cấp 15) - Bão cuồng phong dữ dội.
Cấp bão (Hồng Kông): 165 km/h - Bão cuồng phong dữ dội.
Cấp bão (Đài Loan): 40 m/s - Bão cuồng phong.
Cấp bão (Thái Lan): 75 kts - Bão cuồng phong.
- Vào ngày 16 tháng 8, một áp thấp nhiệt đới hình thành gần quần đảo Marshall. Nó được đặt tên là bão nhiệt đới Cimaron một ngày sau đó. Cơn bão nhiệt đới nghiêm trọng Cimaron nhanh chóng tăng cường trong thời gian từ ngày 18 - 22 tháng 8. Cimaron đã đe dọa miền Nam Nhật Bản, ngay sau khi siêu bão Soulik tàn phá khu vực này. Siêu bão Cimaron đã đạt tới cơn bão lớn thứ 3 ngay trước khi đất liền đổ bộ vào Nhật Bản. Vào ngày 23 tháng 8, Cimaron đã áp sát trên phần phía nam của tỉnh Tokushima, Nhật Bản vào khoảng 21:00 JST (12:00 UTC). Cimaron đã trở thành áp thấp nhiệt đới trước khi trở thành xoáy thuận nhiệt đới và đi vào một phần của đất liền Nga. Cimaron là một cơn bão cấp 3 và là cơn bão thứ 12 tấn công Nhật Bản vào năm 2018 và đã bị bão Jebi vượt qua một tháng sau đó. Sau đó, nó đổ bộ lên thành phố Himeji, tỉnh Hyōgo ngay trước 00:00 JST (15:00 UTC).
- Thiệt hại nông nghiệp ở Kyoto, Wakayama và Shiga vào khoảng 3,41 tỷ Yên (30,6 triệu USD)

### Áp thấp nhiệt đới 24W (Luis)
Cấp bão (Việt Nam): Cấp 6 - Áp thấp nhiệt đới (Ra khỏi biển Đông ngày 23/8/2018).
Cấp bão (Nhật Bản): 30kts - Áp thấp nhiệt đới, áp suất 998 hPa.
Cấp bão (Hoa Kỳ): 30kts - Áp thấp nhiệt đới.
Cấp bão (Hồng Kông): 55 km/h - Áp thấp nhiệt đới.
Cấp bão (Bắc Kinh): 15 m/s (54 km/h) - Áp thấp nhiệt đới.
Cấp bão (Philippines): Áp thấp nhiệt đới.
- Một áp thấp nhiệt đới hình thành ở Biển Đông gần Đài Loan. Mặc dù bước vào một khu vực cắt gió cao, hệ thống này ở trong một môi trường thuận lợi, vì vậy JTWC và PAGASA theo dõi, với JTWC đặt tên nó là 24W, và PAGASA đặt tên là Luis. 24W sau đó đổ bộ vào Phúc Kiến, Trung Quốc ngay sau 00:00 UTC vào ngày 25 tháng 8, và biến thành khu vực áp suất thấp vào ngày hôm sau.
- Áp thấp nhiệt đới 24W đã gây ra thiệt hại 12,1 triệu USD (2018 USD) và làm thiệt mạng 6 người, và cũng gây ra lũ lụt ở Đài Loan.

### Bão Jebi (Maymay)
Cấp bão (F13): 180 mph
Cấp bão (Nhật Bản): 105 kts - Bão cuồng phong, áp suất 915 hPa.
Cấp bão (Hoa Kỳ): 155 kts - Bão cuồng phong cấp 5.
Cấp bão (Hàn Quốc): 55 m/s - Bão rất mạnh.
Cấp bão (Philippines):205 km/h - Bão cuồng phong.
- Bão Jebi là một cơn bão cấp 5 mạnh đã giết chết 17 người. Jebi ảnh hưởng đến quần đảo Mariana, Đài Loan, Nhật Bản và vùng Viễn Đông của Nga. Jebi đầu tiên bắt đầu từ một hệ thống áp suất thấp gần quần đảo Marshall vào đầu ngày 25 tháng 8, nhưng đã được nâng cấp lên một áp thấp nhiệt đới vào ngày 27 tháng 8 bởi Cơ quan Khí tượng Nhật Bản (JMA). Có một sự đối lưu liên tục trong hệ thống dẫn đến việc nâng lên một cơn bão nhiệt đới bởi JMA và được đặt tên là 'Jebi'. Vào ngày 29 tháng 8, cơn bão đã trải qua quá trình tăng cường nhanh chóng và trở thành cơn bão thứ ba và là cấp 5 của mùa bão. Vào ngày 4 tháng 9, Jebi yếu đi nhưng vẫn đổ bộ xuống với gió rất mạnh ở khu vực phía nam của tỉnh Tokushima vào khoảng 12:00 JST (03:00 UTC) trước khi di chuyển qua vịnh Osaka và làm ảnh hưởng Kobe, tỉnh Hyōgo vào khoảng 14:00 JST (05:00 UTC). Osaka bị ảnh hưởng nặng nề với tốc độ gió tối đa 209 km/h tại sân bay quốc tế Kansai và 171 km/h tại trạm thời tiết Osaka, nơi áp suất tối thiểu (962 hPa) - thấp nhất kể từ năm 1961 (kỷ lục 937 mb (Siêu bão Nancy)). Một cơn bão gây nước dâng cao 3.29 mét dẫn đến lũ lụt dọc theo vịnh Osaka, bao gồm cả sân bay quốc tế Kansai, nơi các đường băng bị ngập và một số cơ sở sân bay bị hư hại bởi gió và nước. Công viên Universal Studios Japan mang tính biểu tượng của Osaka cũng đã đóng cửa. Wakayama cũng ghi nhận một cơn gió mạnh nhất là 207 km/h. Bão Jebi sau đó di chuyển qua Kyoto, nơi đã tàn phá nhiều hơn. Nhiều đền thờ đã bị đóng cửa trong suốt thời gian bão. Ga Kyoto bị rất nhiều thiệt hại, kính phía trên bao gồm lối ra trung tâm, các cửa hàng và khách sạn bị vỡ. Cơn bão cuối cùng đã di chuyển vào Biển Nhật Bản ngay sau 15:00 JST (06:00 UTC). Vào ngày 5 tháng 9, sau khi JTWC đưa ra cảnh báo cuối cùng lúc 00:00 JST (15:00 UTC), Jebi đã bị hạ cấp xuống mức bão nhiệt đới lúc 03:00 JST (18:00 UTC) khi nó nằm gần bán đảo Shakotan của Hokkaido. Cơn bão hoàn toàn biến thành một cơn bão nhiệt đới ngoài khơi bờ biển Primorsky Krai, Nga ngay trước 09:00 JST (00:00 UTC). Sau đó, nó di chuyển vào đất liền. Địa hình của Khabarovsk Krai góp phần vào xu hướng suy yếu dần dần khi hệ thống di chuyển vào nội địa về phía tây bắc và sau đó về phía bắc. Tàn dư của Jebi tiếp tục đi về phía bắc và sau đó quay về phía đông bắc, trước khi tiêu tan vào sáng sớm ngày 9 tháng 9 trên Bắc Băng Dương. Bão Jebi gây thiệt hại nghiêm trọng cho nền kinh tế Nhật Bản, tổng tổn thất do bão gây ra là 12,6 tỷ USD (2018).
- Siêu bão Jebi là cơn bão mạnh nhất tấn công Nhật Bản kể từ Siêu bão Yancy năm 1993.

### Bão Mangkhut (Ompong) - Bão số 6
Cấp bão (F13):175 mph, áp suất 898 hPa (mbar)
Cấp bão (Việt Nam): Cấp 17 - Siêu bão.
Cấp bão (Nhật Bản): 110kts - Bão cuồng phong, áp suất 905 hPa.
Cấp bão (Hoa Kỳ): 155kts - Siêu bão cấp 5.
Cấp bão (Philippines): 205 km/h -Bão cuồng phong.
Cấp bão (Hàn Quốc): 56 m/s - 202 km/h - Bão cực mạnh.
Cấp bão (Hồng Kông): 245 km/h - Siêu bão.
Cấp bão (Bắc Kinh): 68 m/s - Siêu bão.
- Bão Mangkhut khi đi vào Philippines đạt cấp 5 theo thang Mỹ; Mangkhut cũng là một trong những cơn bão mạnh nhất đổ bộ vào Hồng Kông từ sau bão Ellen (1983). Cùng với bão Barijat trước đó cơn bão số 6 này đánh dấu năm thứ 5 liên tiếp có bão trên biển Đông tác động đến nước ta trong thời gian từ 13 - 16/9.
- Vào ngày 7 tháng 9, một áp thấp nhiệt đới hình thành gần quần đảo Marshall và Cơ quan Khí tượng Nhật Bản (JMA) đã có những lời khuyên về hệ thống. JTWC bắt đầu theo dõi lúc 03:00 UTC, và hệ thống được phân loại là 26W. Vào cuối ngày, hệ thống đã được củng cố thành một cơn bão nhiệt đới và JMA đặt tên là Mangkhut. Vào ngày 11 tháng 9, Mangkhut trở thành một cơn bão và đổ bộ vào các đảo Rota, Quần đảo Bắc Mariana. Vào ngày 12 tháng 9, lúc 3 giờ chiều giờ Philippines, bão Mangkhut trở thành một siêu bão cấp 5 và theo đó, PAGASA đặt tên là bão Ompong. JTWC ghi nhận tăng cường bổ sung vào ngày 12 tháng 9 và đánh giá Mangkhut đã đạt đến cường độ cực đại vào lúc 18:00 UTC, với tối đa một phút duy trì gió là 285 km/h. Vào ngày 13 tháng 9, Chính phủ Philippines đã sơ tán cho người dân. Vào cuối ngày 14 tháng 9, Mangkhut đã đổ bộ vào Philippines như một siêu bão, với 1 phút gió 266 km/h. Trong khi di chuyển vào nội địa, Mangkhut đã suy yếu thành một cơn bão cấp 4 và nhanh chóng bị suy yếu thêm thành cơn bão cấp 2. Một con mắt bão lớn sau đó xuất hiện và hệ thống từ từ tăng cường thành một cơn bão cấp 3, khi cơn bão di chuyển qua Hồng Kông. Sau đó, nó đã suy yếu thành một cơn bão cấp 1 yếu và duy trì cường độ trong nội địa, trước khi sau đó suy yếu hơn nữa. Cuối ngày 17 tháng 9, Mangkhut tan biến trên tỉnh Quảng Tây, Trung Quốc.
- Tính đến ngày 23 tháng 9, ít nhất 134 trường hợp tử vong, bao gồm 127 người ở Philippines, 6 người ở Trung Quốc đại lục và 1 ở Đài Loan. Tính đến ngày 5 tháng 10, NDRRMC ước tính rằng Mangkhut đã gây ra thiệt hại 33,9 tỷ USD (627 triệu USD) ở Philippines.

### Bão Barijat (Neneng) - Bão số 5
Cấp bão (Việt Nam): Cấp 8 - Bão nhiệt đới.
Cấp bão (Nhật Bản): 40kts - Bão nhiệt đới, áp suất 998 hPa.
Cấp bão (Hoa Kỳ): 45kts - Bão nhiệt đới.
Cấp bão (Philippines): Áp thấp nhiệt đới.
Cấp bão (Hàn Quốc): 18 m/s (65 km/h) - Bão yếu.
Cấp bão (Hồng Kông): 85 km/h - Bão nhiệt đới.
Cấp bão (Bắc Kinh): 28 m/s - Bão nhiệt đới dữ dội.
- Bản chất bão số 5 là một cơn bão yếu ngay trên vịnh Bắc Bộ.
- Vào ngày 8 tháng 9, một áp thấp nhiệt đới hình thành gần Batanes ở Philippines. Cơn bão được đặt tên là Neneng bởi PAGASA, với Batanes được đặt bởi TCWS#1. Vào ngày hôm sau, Neneng trở thành một cơn bão nhiệt đới, với việc JMA gán tên Barijat. Trong 2 ngày tiếp theo, bão nhiệt đới Barijat di chuyển về phía tây qua Biển Đông, đạt cường độ cực đại với tốc độ gió tối đa kéo dài 10 phút là 85 km/h vào đêm ngày 11 tháng 9. Vào ngày 13 tháng 9, cơn bão nhiệt đới Barijat (Neneng) đổ bộ vào bán đảo Lôi Châu, gần khu vực mà cơn bão nhiệt đới Son-tinh (Henry) đã đổ bộ 2 tháng trước, trước khi đổ bộ vào miền Bắc Việt Nam sau đó trong cùng ngày. Trong buổi tối ngày 13 tháng 9, Barijat trở thành một vùng thấp, tan biến vào ngày hôm sau.
- Bão nhiệt đới Barijat đã gây hàng chục vụ lở đất trên Batanes, làm tăng nguy cơ sạt lở đất lớn và lũ lụt lớn trong đất do đất đã bão hòa, ngấm nước quá nhiều bởi ảnh hưởng của cơn bão này.

### Bão Trami (Paeng)
Cấp bão (Nhật Bản): 105kts - Bão cuồng phong, áp suất 915 hPa.
Cấp bão (Hoa Kỳ): 140kts - Siêu bão cấp 5.
Cấp bão (Philippines):200 km/h-Bão cuồng phong.
- Vào ngày 19 tháng 9, NRL bắt đầu theo dõi một sự xáo trộn nhiệt đới lớn hình thành gần Chuuk ở Liên bang Micronesia. Hệ thống trôi dạt về phía tây và tăng cường để trở thành áp thấp nhiệt đới vào ngày 20 tháng 9 theo JMA, trong khi JTWC đã ban hành ATNĐ. Trami tăng cường và vào ngày 21 tháng 9, nó đã đạt được trạng thái bão nhiệt đới và được đặt tên là Trami. Vào ngày 22 tháng 9, Trami vẫn tăng cường và trở thành một cơn bão nhiệt đới nghiêm trọng trước khi tăng cường cho một cơn bão cấp 1. Vào ngày 23 tháng 9, Trami, một lần nữa trong điều kiện thuận lợi, tiếp tục tăng cường và trở thành cơn bão tương đương loại 3 trong khi trải qua một chu kỳ hình thành mắt bão. Đầu ngày 24 tháng 9, Trami tăng cường hơn nữa và đạt được trạng thái siêu bão cấp 4. Vào lúc 18:00 UTC ngày 24 tháng 9, Trami tăng cường hơn nữa và sau đó trở thành siêu bão cấp 5. Trên đường đến Okinawa, Nhật Bản, Trami đã giảm đáng kể và gần như đứng yên trước khi di chuyển về phía bắc-đông bắc. Trong thời gian này do nhiệt độ bề mặt biển giảm, nó làm suy yếu Trami dần, mặc dù nó vẫn là một cơn bão. Vào ngày 30 tháng 9, cấu trúc của Trami bắt đầu xấu đi sau đó và gió của cơn bão dần dần giảm xuống, Trami tiếp tục suy yếu. Cơn bão đổ bộ vào Tanabe, tỉnh Wakayama vào khoảng 20:00 JST (11:00 UTC) vào ngày 30 tháng 9 như một cơn bão tương đương loại 2. Sau khi Trami tác động đến Honshu, nó đã hoàn toàn chuyển sang một cơn lốc xoáy nhiệt đới và tác động đến quần đảo Kuril và suy yếu. Tàn dư của nó cuối cùng được theo dõi trong biển Bering, gần quần đảo Aleutian.
- Tính đến ngày 29 tháng 10, thiệt hại nông nghiệp ở tỉnh Shizuoka là 7,42 tỷ Yên (65,2 triệu USD).

### Áp thấp nhiệt đới 29W
Vào ngày 25 tháng 9, khi di chuyển về phía tây bắc, một khu vực áp suất thấp đã phát triển thành áp thấp nhiệt đới, kết hợp với năng lượng còn sót lại từ Bão Olivia. JTWC đưa ra chỉ định 29W vào ngày hôm sau. Vẫn còn là một hệ thống yếu với một trung tâm cấp thấp, áp thấp nhiệt đới tăng tốc về phía bắc và sau đó về phía bắc-đông bắc cho đến khi nó cuối cùng được hấp thụ vào một cơn bão nhiệt đới đang phát triển ở phía đông Nhật Bản vào ngày 27 tháng Chín.

### Bão Kong-rey (Queenie)
Cấp bão (Nhật Bản): 115kts - Bão cuồng phong, áp suất 900hPa.
Cấp bão (Hoa Kỳ): 150kts (260 km/h) - Siêu bão cấp 5.
Cấp bão (Philippines):200 km/h-Bão cuồng phong
- Vào cuối tháng 9 năm 2018, một sự xáo trộn nhiệt đới hình thành trong vùng biển gần đảo Pohnpei ở Liên bang Micronesia. Trung tâm Cảnh báo Bão Liên hợp gán tên 94W. Trong vài ngày tới, hệ thống di chuyển về phía tây và được tổ chức thành áp thấp nhiệt đới vào ngày 27 tháng 9 và JMA đã bắt đầu theo dõi về cơn bão, trong khi JTWC đã ban hành ATNĐ. Vào ngày 28 tháng 9, JTWC đã chỉ định hệ thống là 30W, trong khi JMA đã đưa ra một cảnh báo cho hệ thống. Khi áp thấp nhiệt đới 30W tiếp tục tăng cường, hệ thống đã trở thành một cơn bão nhiệt đới và được đặt tên là Kong-rey bởi JMA. Vào ngày 29 tháng 9, hệ thống di chuyển xa hơn về phía tây, gặp các điều kiện thuận lợi để tăng cường và trở thành một cơn bão nhiệt đới. Cuối ngày hôm đó, Kong-rey tăng cường thành một cơn bão nhiệt đới nghiêm trọng, và vào ngày 30 tháng 9, cơn bão đã đạt được trạng thái bão vào lúc 03:00 UTC. Kong-rey tiếp tục tăng cường và lúc 18:00 UTC vào ngày 1 tháng 10, Kong-rey trở thành siêu bão tương đương loại 4. Sáng sớm ngày 2 tháng 10, Kong-rey tăng cường thành một siêu bão cấp 5. Bị ảnh hưởng bởi cắt gió theo chiều dọc, hàm lượng nhiệt đại dương thấp và nhiệt độ bề mặt biển giảm, cơn bão dần dần suy yếu thành cơn bão cấp 3 vào ngày 3 tháng 10 trong khi trải qua chu trình mắt bão. Sự biến đổi gió theo chiều dọc và nhiệt độ bề mặt biển thấp hơn cản trở sức mạnh của Kong-rey, và Kong-rey bị hạ cấp xuống một cơn bão nhiệt đới vào ngày 4 tháng 10. Đầu tháng 6, Kong-rey đổ bộ vào Tongyeong, tỉnh Gyeongsang Nam ở Hàn Quốc. Sau đó cùng ngày, Kong-rey chuyển thành một cơn lốc xoáy nhiệt đới, trong khi tác động đến miền nam Hokkaido, khu vực gần Hakodate.
- Tính đến tháng 10 năm 2018, 3 người đã thiệt mạng vì bão, trong đó có hai người từ Hàn Quốc. Thiệt hại trên toàn quốc là 54,9 tỷ Yên (48,5 triệu USD). Mặc dù Kong-Rey đã không đổ bộ trực tiếp lên Kyushu và Shikoku, nhưng những dải mưa bên ngoài của nó ảnh hưởng đến hai hòn đảo. Tại một khu vực ở Shikoku, mưa tới 300 mm. Tại Nagasaki, hơn 12.000 gia đình mất nhà, ở quận Fukuoka, một người đã chết vì mưa. Thiệt hại nông nghiệp ở Okinawa và Miyazaki là khoảng 12,17 tỷ Yên (106,9 triệu đô la Mỹ).
- Không liên quan đến Kong-rey, bão Walaka là một cơn bão cấp 5 cùng lúc Kong-rey tăng cường cường độ bão siêu bão cấp 5, đánh dấu lần đầu tiên kể từ năm 2005 khi hai cơn Nhật Bản đã nâng bão nhiệt đới thuộc loại 5 có sức mạnh tồn tại đồng thời ở Bắc bán cầu.

### Bão Yutu (Rosita) - Bão số 7
Cấp bão (Việt Nam): Cấp 17 - Siêu bão.
Cấp bão (Nhật Bản): 115kts - Bão cuồng phong, áp suất 900 hPa.
Cấp bão (Hoa Kỳ): 150 kts - Siêu bão cấp 5.
Cấp bão (Philippines):210 km/h-Bão cuồng phong
- Bão Yutu đã vượt qua bão Mangkhut (2018) hồi đầu tháng 9 về sức gió 10 phút nhưng cùng áp suất để trở thành cơn bão mạnh nhất thế giới năm 2018.
- Đầu ngày 21 tháng 10, một áp thấp nhiệt đới phát triển ở phía đông Guam và quần đảo Bắc Mariana, với việc JMA bắt đầu quan sát về hệ thống. Ngay sau đó, JTWC đã giao cho cơn bão số nhận dạng 31W. Hệ thống bắt đầu tăng cường, trở thành một cơn bão nhiệt đới vài giờ sau đó và JMA đặt tên là hệ thống Yutu. Điều kiện thuận lợi, bao gồm cắt gió thấp và nhiệt độ bề mặt đại dương cao, cho phép Yutu tăng cường vào ngày hôm sau, với cơn bão đạt tới sức mạnh bão nhiệt đới nghiêm trọng. Từ ngày 23 đến ngày 24 tháng 10, Yutu tiếp tục phát triển mạnh, đạt cường độ siêu bão cấp 5 vào ngày 24 tháng 10. Cơn bão tiếp tục tăng cường và hiển thị một cấu trúc đối lưu mạnh, trong khi di chuyển về phía đảo Saipan. Sau đó cùng ngày, siêu bão Yutu đổ bộ xuống đảo Tinian, ngay phía nam Saipan, ở cường độ cấp 5, với gió dài 1 phút là 285 km/h, trở thành cơn bão mạnh nhất được ghi nhận tác động đến quần đảo Bắc Mariana.
- Sau khi đổ bộ vào Saipan, Yutu đã trải qua một chu kỳ thay thế mắt bão mà nó đã hoàn thành thành công vào ngày hôm sau và cơn bão đã tăng cường trở lại trạng thái siêu bão cấp 5 vào ngày 26 tháng 10 lúc 15:00 UTC.
- Vào ngày 27 tháng 10, mắt của Yutu trở nên đầy mây, biểu thị sự suy yếu và cơn bão đã yếu đi thành cơn bão cấp 4. Cùng ngày, cơn bão đi vào vùng trách nhiệm của PAGASA và Yutu được PAGASA đặt tên là Rosita. Vào ngày 28 tháng 10, Yutu nhanh chóng suy yếu, vì hàm lượng nhiệt mặt biển đại dương giảm đáng kể.
- Vào ngày 25 tháng 10, tại Saipan, cơn bão đã giết chết một người phụ nữ khi nó phá hỏng tòa nhà cô đang ở và làm bị thương 133 người khác, ba trong số họ bị thương nặng. Tại Saipan và Tinian gần đó, những cơn gió mạnh từ Yutu đã làm đổ hơn 200 cột điện. Hầu hết các tòa nhà ở miền Nam Saipan đều bị mất mái nhà hoặc bị phá hủy, kể cả một trường trung học đã bị phá tan.
- Sau khi đổ bộ vào ngày 30 tháng 10, Yutu nhanh chóng suy yếu, và khi nó trên Biển Đông, hàm lượng nhiệt đại dương thấp và sự cắt ngang của gió tây rất mạnh trên cao khiến Yutu yếu đi dưới tình trạng bão và sau đó yếu đi nhanh chóng, cuối cùng tan ngay trên Biển Đông 3 ngày sau đó.

### Bão Usagi (Samuel) - Bão số 9
Cấp bão (Hoa Kỳ): 90 kts (1-phút) - Bão cuồng phong cấp 2
Cấp bão (Việt Nam):102 km/h (Cấp 10) - Bão nhiệt đới dữ dội
Cấp bão (Nhật Bản): 60 kts - Bão nhiệt đới dữ dội, áp suất trung tâm tối thiểu: 990 hPa.
Cấp bão (Philippines): Áp thấp nhiệt đới.
Cấp bão (Thái Lan): 65 kts - Bão cuồng phong.
Cấp bão (Đài Loan): 30 m/s - Bão nhiệt đới dữ dữ dội.
Cấp bão (Hàn Quốc):29 m/s - Bão trung bình
Cấp bão (Bắc Kinh):28 m/s (Cấp 10) Bão nhiệt đới dữ dội.
- Một vùng áp suất thấp hình thành trên khu vực trung tâm phía Bắc của Thái Bình Dương được Trung tâm Bão Trung Thái Bình Dương đánh số hiệu 98C. Vùng áp thấp di chuyển vào Tây Bắc Thái Bình Dương đã mạnh lên thành ATNĐ vào ngày 9 tháng 11, theo JMA nhưng sau đó lại suy yếu thành vùng áp thấp vào cùng ngày. Đi vào vùng được đảm trách bởi PAGASA, nó được gán tên Samuel, hệ thống có yếu đi đôi chút nhưng nó đã mạnh lên và hệ thống này đổ bộ vào ngày 20 tháng 11 tại Philippines, băng qua quần đảo và suy yếu một chút. Đây là một hệ thống có đường đi tương đối dài. Đến sáng ngày 23 tháng 11 thì mạnh lên thành bão ở Biển Đông với tên quốc tế là Usagi. Bão phát triển nhanh chóng, đến chiều cùng ngày đã đạt cường độ cấp 10 (55kts, 102 km/h). Đến trưa ngày 23 tháng 11, Usagi đã mạnh lên thành một cơn bão cuồng phong cấp 2 với một con mắt có thể thấy trên ảnh vệ tinh. Ngay lập tức sau khi đạt tới cường độ cao, bão Usagi đã suy yếu xuống còn cấp bão nhiệt đới dữ dội vào buổi tối. Do ảnh hưởng của không khí lạnh và tương tác với đất liền, sức gió của bão đã suy yếu xuống còn cấp 8 giật cấp 10 trên vùng bờ biển Vũng Tàu-Thành phố Hồ Chí Minh sáng ngày 25 tháng 11. Trưa cùng ngày bão đổ bộ vào Cần Giờ (TP. Hồ Chí Minh), sau suy yếu thành ATNĐ và cuối cùng là một vùng thấp trên khu vực TP. Hồ Chí Minh.
- Tính đến ngày 24 tháng 11, thiệt hại nông nghiệp ở Philippines là 52,2 triệu Php (994.000 đô la Mỹ).
- Ở nước ta, đây là năm thứ hai liên tiếp có bão đổ bộ trực tiếp vào Nam Bộ - một điều khá hiếm gặp và là minh chứng rõ nét của BĐKH ở nước ta. Trưa chiều ngày 25/11/2018, bão số 9 đổ bộ vào Bà Rịa-Vũng Tàu - TP. Hồ Chí Minh, tâm bão đi qua huyện Cần Giờ (Tp. Hồ Chí Minh) lúc 14h với cường độ đầu cấp 8 (trước đó bão cũng đã đi sượt qua mũi Nghinh Phong - Thành phố Vũng Tàu), gây gió mạnh cấp 6-7 cho một loạt các tỉnh từ Khánh Hòa đến Bến Tre (Nha Trang gió cấp 6, giật cấp 7; Phan Rang giật cấp 6 (24/11); Phan Thiết, Vũng Tàu gió cấp 7 giật cấp 8; TP.HCM, Tiền Giang, Bến Tre gió cấp 6, giật cấp 7-8 (25/11).) Sau đó bão suy yếu thành ATNĐ rồi một vùng thấp trên đất liền Thành phố Hồ Chí Minh tối cùng ngày.Và tan dần

### Bão Toraji - Bão số 8
Cấp bão (Việt Nam): 65 km/h (Cấp 8) - Bão nhiệt đới.
Cấp bão (Hồng Kông): 55 km/h - Áp thấp nhiệt đới.
Cấp bão (Nhật Bản): 35 kts - Bão nhiệt đới, áp suất 1004 hPa.
Cấp bão (Bắc Kinh - Trung Quốc): 18 m/s (Cấp 8) - Áp thấp nhiệt đới.
Cấp bão (Hoa Kỳ): 30 kts - Áp thấp nhiệt đới.
Cấp bão (Thái Lan): 35 kts - Bão nhiệt đới.
Cấp bão (Đài Loan - Trung Quốc): 18 m/s - Bão nhiệt đới.
Cấp bão (Hàn Quốc): 18 m/s (65 km/h) - Bão yếu.
- Bão số 8 này rất giống với bão Podul của 5 năm về trước (bão số 15 năm 2013). Mạnh lên thành bão ngay vùng biển Phú Yên - Bình Thuận nhưng chỉ đạt cấp bão trong thời gian ngắn sau suy yếu nhanh thành áp thấp nhiệt đới trước khi cập bờ Ninh Thuận - Bình Thuận.
- Cuối ngày 16 tháng 11, một sự xáo trộn nhiệt đới hình thành ở phía đông Việt Nam. Nó từ từ đi theo hướng tây-tây bắc và tăng cường thành một cơn bão cường độ áp thấp nhiệt đới vào đầu ngày 17 tháng 11. Toraji đổ bộ vào ngày 18 tháng 11 và nhanh chóng suy yếu; những tàn tích bão đi vịnh Xiêm và những tàn dư đã được tái sinh vào ngày 20 tháng 11. Tuy nhiên, khi Toraji đổ bộ lên bán đảo Mã Lai, nó lại yếu đi một lần nữa và tiêu tan vào cuói ngày 21 tháng 11 ở eo biển Malacca.
- Tại Nam Trung Bộ Việt Nam, bão đã gây nhiều thiệt hại về người và tài sản, trong đó 19 người chết tại Nha Trang (Khánh Hòa), phần lớn do vỡ hồ chứa nhân tạo gây lũ quét và gây thiệt hại 17,2 triệu USD.

### Bão Man-yi (Tomas)
Cấp bão (Nhật Bản): 80 kts - Bão cuồng phong, áp suất trung tâm tối thiểu 960 hPa.
Cấp bão (Hoa Kỳ): 95 kts - Bão cuồng phong cấp 2.
Cấp bão (Philippines): 145 km/h - Bão cuồng phong
Cấp bão (Bắc Kinh): 42 m/s (Cấp 14) - Bão cuồng phong dữ dội.
Cấp bão (Hàn Quốc): 40 m/s - Bão mạnh.
Cấp bão (Hồng Kông): 145 km/h - Bão cuồng phong
Cấp bão (Đài Loan - Trung Quốc): 38 m/s - Bão cuồng phong.
Cấp bão (Thái Lan): 80 kts - Bão cuồng phong.
- Vào ngày 19 tháng 11, một áp thấp nhiệt đới hình thành ở phía đông Philippines và mạnh lên thành một cơn bão nhiệt đới ngay sau đó và được đặt tên Man-yi. Sau khi đạt được trạng thái bão vào ngày 21 tháng 11, Man-yi đã vào khu vực Philippines giám sát và nhận được tên là Tomas từ PAGASA. Ngay sau đó, Man-yi đã tăng cường thành cơn bão cấp 2. Tuy nhiên, sau khi hoàn thành một vòng lặp siêu bão do ảnh hưởng của các hệ thống thời tiết gần đó, đi vào và ra khỏi PAR nhiều lần, Man-yi đã xuống thành cơn bão cấp 1 và di chuyển vào vùng nước mát hơn. Chịu đựng các điều kiện khó khăn, Man-yi suy yếu thành một cơn bão nhiệt đới một lần nữa vào ngày 25 tháng 11 và thành áp thấp nhiệt đới vào cuối ngày hôm sau, sau đó tiếp tục đi về phía đông bắc, và trở thành một vùng thấp.

### Áp thấp nhiệt đới 35W (Usman)
Cấp bão (Việt Nam): cấp 7 - ATNĐ
Cấp bão (Nhật): 30kts - ATNĐ
Cấp bão (Mỹ): 30kts - ATNĐ
Cấp bão (Philippines): ATNĐ
Usman đổ bộ vào vùng Visaya của Philippines và khiến hơn 126 người thiệt mạng vì lũ quét. Tàn dư của Usman bị một áp thấp nhiệt đới khác ở biển Đông hút lấy và sau mạnh lên thành bão Pabuk - cơn bão đầu tiên của mùa bão Tây bắc Thái Bình Dương 2019.

### Áp thấp nhiệt đới khác
- 4/6: 1 áp thấp nhiệt đới hình thành ở Yap, nhưng nó đã bị hấp thụ bởi áp thấp nhiệt đới khác mà sau này phát triển thành bão Maliksi ngày hôm sau.
- 17/6: 1 áp thấp nhiệt đới hình thành ở Bắc Biển Đông. Đây là xoáy thuận nhiệt đới thứ 5 hoạt động trên Biển Đông năm 2018 và là ATNĐ thứ 2 chỉ trong vòng 1 tuần ở Bắc Biển Đông.
- Vào ngày 4 tháng 8, JTWC bắt đầu theo dõi một cơn bão cận nhiệt đới đã phát triển ngay phía tây của đường thời gian quốc tế; cơn bão sau đó trở thành xoáy thuận ngoại nhiệt đới vào ngày hôm sau.[42]
- Một áp thấp nhiệt đới hình thành phía đông nam của Okinawa vào ngày 24 tháng 8 và tiêu tan về phía tây bắc của Thượng Hải vào ngày 26 tháng 8.[43][44][45]
- Một khu vực áp suất thấp được Nhật Bản nâng lên thành áp thấp nhiệt đới vào ngày 5/9. Đã có lúc Nhật cho rằng áp thấp nhiệt đới có khả năng mạnh lên thành bão và phát những cảnh báo về nó, nhưng sau đó Nhật Bản đã hủy bỏ cảnh báo do điều kiện trở lên bất lợi hơn.
- 31/12: Một áp thấp nhiệt đới hình thành vào ngày 31/12 và mạnh lên thành bão với tên Pabuk vào 06:00 UTC ngày 1 tháng 1 năm 2019 nên tính là xoáy thuận đầu tiên của mùa bão 2019. Do đó, mùa bão chính thức được xem là đã kết thúc vào ngày 29/12/2018 khi áp thấp nhiệt đới Usman suy yếu và tan dần

## Mùa bão và tên bão

### Tóm tắt mùa bão
| Tên bão                                     | Thời gian hoạt động                         | Cấp độ cao nhất      | Sức gió duy trì   | Áp suất               | Khu vực tác động | Tổn thất (USD) | Số người chết | Tham khảo                   |
| ------------------------------------------- | ------------------------------------------- | -------------------- | ----------------- | --------------------- | --- | -------------- | ------------- | --------------------------- |
| Bolaven (Agaton) - Bão số 1                 | 29 tháng 12 năm 2017 – 4 tháng 1 năm 2018   | Bão nhiệt đới        | 65km/h (40 mph)   | 1002 hPa (29.59 inHg) | Quần đảo Caroline, Philippines, Nam Trung Bộ                                                                                           | $11,1 triệu    | 3             |                             |
| Sanba (Basyang)                             | 8 – 16 tháng 2                              | Bão nhiệt đới        | 65km/h (40 mph)   | 1000 hPa (29.53 inHg) | Quần đảo Caroline, Palau, Philippines                                                                                                  | $3,23 triệu    | 15            |                             |
| Jelawat (Caloy)                             | 24 tháng 3 – 3 tháng 4                      | Siêu bão cuồng phong | 195km/h (120 mph) | 915 hPa (27.02 inHg)  | Quần đảo Caroline, Quần đảo Mariana | Không có       | Không có      |                             |
| 04W                                         | 10 – 15 tháng 5                             | Áp thấp nhiệt đới    | 55km/h (35 mph)   | 1008 hPa (29.77 inHg) | Không có | Không có       | Không có      |                             |
| Ewiniar - Bão số 2                          | 1 – 9 tháng 6                               | Bão nhiệt đới        | 75km/h (45 mph)   | 998 hPa (29.47 inHg)  | Bắc Trung Bộ, Nam Trung Bộ, Tây Nguyên, Nam Trung Quốc                                                                                 | $812 triệu     | 13            |                             |
| Maliksi (Domeng)                            | 4 – 11 tháng 6                              | Bão nhiệt đới dữ dội | 110km/h (70 mph)  | 970 hPa (28.64 inHg)  | Philippines, Nhật Bản | Không đáng kể  | 2             |                             |
| JMA TD 07                                   | 4 – 5 tháng 6                               | Áp thấp nhiệt đới    | Chưa xác định     | 1006 hPa (29.71 inHg) | Guam | Không có       | Không có      |                             |
| 07W                                         | 13 – 15 tháng 6                             | Bão nhiệt đới        | 65km/h (40 mph)   | 993 hPa (29.32 inHg)  | Đài Loan, Quần đảo Ryukyu | Không có       | Không có      |                             |
| Gaemi (Ester)                               | 13 tháng 6 – 17 tháng 6                     | Bão nhiệt đới        | 85km/h (50 mph)   | 990 hPa (29.23 inHg)  | Nam Trung Quốc, Đài Loan, Philippines, Quần đảo Ryukyu                                                                                 | 764000         | 3             |                             |
| JMA TD 09                                   | 17 – 18 tháng 6                             | Áp thấp nhiệt đới    | 55km/h (35 mph)   | 1000 hPa (29.53 inHg) | Nam Trung Quốc | Không có       | Không có      |                             |
| Prapiroon (Florita)                         | 28 tháng 6 – 4 tháng 7                      | Bão cuồng phong      | 120km/h (75 mph)  | 960 hPa (28.35 inHg)  | Hàn Quốc, Nhật Bản | $49,3 triệu    | 4             |                             |
| Maria (Gardo)                               | 2 – 12 tháng 7                              | Bão cuồng phong      | 195km/h (120 mph) | 915 hPa (27.02 inHg)  | Quần đảo Mariana,Quần đảo Ryukyu,Đài Loan, Đông Trung Quốc                                                                             | $631 triệu     | 2             |                             |
| Sơn-tinh (Henry) - Bão số 3                 | 15 – 25 tháng 7                             | Bão nhiệt đới        | 75km/h (45 mph)   | 994 hPa (29.35 inHg)  | Bắc Bộ, Thanh Hóa, Nghệ An | $323 triệu     | 173           |                             |
| JMA TD 13                                   | 16 Tháng 7 – 17 Tháng 7                     | Áp thấp nhiệt đới    | Not specified     | 998 hPa (29.47 inHg)  | Nam Trung Quốc, Lào, Nghệ An, Hà Tĩnh                                                                                                  | $14,9 triệu    | None          |                             |
| Ampil (Inday)                               | 17 – 24 tháng 7                             | Bão nhiệt đới dữ dội | 95km/h (60 mph)   | 985 hPa (29.09 inHg)  | | $241 triệu     | 1             |                             |
| 13W (Josie)                                 | 20 – 23 tháng 7                             | Áp thấp nhiệt đới    | 55km/h (35 mph)   | 996 hPa (29.41 inHg)  | Philippines, Đài Loan, Quần đảo Ryukyu, Đông Trung Quốc                                                                                | $87,4 triệu    | 16            |                             |
| Wukong                                      | 21 – 26 tháng 7                             | Bão nhiệt đới dữ dội | 95km/h (60 mph)   | 985 hPa (29.09 inHg)  | không có | không có       | không có      |                             |
| Jongdari                                    | 25 tháng 7 – 4 tháng 8                      | Bão cuồng phong      | 140km/h (85 mph)  | 965 hPa (28.5 inHg)   | Nhật Bản, Trung Quốc | $1,48 tỷ       | không có      |                             |
| 16W                                         | 31 tháng 7 – 2 tháng 8                      | Áp thấp nhiệt đới    | 55km/h (35 mph)   | 1000 hPa (29.53 inHg) | không có | không có       | không có      |                             |
| Shanshan                                    | 2 tháng 8 – 10 tháng 8                      | Bão cuồng phong      | 130km/h (80 mph)  | 970 hPa (28.64 inHg)  | Quần đảo Mariana, Nhật Bản | $866 nghìn     | Không có      |                             |
| Yagi (Karding)                              | 6 tháng 8 – 15 tháng 8                      | Bão nhiệt đới        | 75km/h (45 mph)   | 990 hPa (29.23 inHg)  | Philippines, Đài Loan, Quần đảo Ryukyu, Trung Quốc                                                                                     | $386 triệu     | 8             | [ 46 ] [ 47 ] [ 48 ]        |
| Bebinca - Bão số 4                          | 9 tháng 8 – 17 tháng 8                      | Bão nhiệt đới        | 85km/h (50 mph)   | 985 hPa (29.09 inHg)  | Nam Trung Quốc, Bắc Bộ, Bắc Trung Bộ, Lào, Thái Lan, Myanmar                                                                           | $367 triệu     | 19            | [ 48 ] [ 49 ] [ 50 ] [ 51 ] |
| Leepi                                       | 10 tháng 8 – 15 tháng 8                     | Bão nhiệt đới dữ dội | 95km/h (60 mph)   | 994 hPa (29.35 inHg)  | Nhật Bản, Hàn Quốc | Không có       | Không có      |                             |
| Hector                                      | 13 tháng 8 – 16 tháng 8                     | Bão nhiệt đới        | 75km/h (45 mph)   | 998 hPa (29.47 inHg)  | Không có | Không có       | Không có      |                             |
| Rumbia                                      | 14 tháng 8 – 19 tháng 8                     | Bão nhiệt đới        | 85km/h (50 mph)   | 985 hPa (29.09 inHg)  | Quần Đảo Ryukyu, Trung Quốc, Bán đảo Triều Tiên, Viễn Đông Nga                                                                         | $5,36 tỷ       | 53            | [ 48 ] [ 52 ] [ 53 ]        |
| Soulik                                      | 15 tháng 8 – 24 tháng 8                     | Bão cuồng phong      | 155km/h (100 mph) | 950 hPa (28.05 inHg)  | Quần đảo Caroline, Quần đảo Mariana, Đông Bắc Trung Quốc, Nhật Bản, Bán đảo Triều Tiên, Viễn đông Nga, Alaska                          | $125 triệu     | 86            | [ 48 ] [ 54 ]               |
| Cimaron                                     | 16 tháng 8 – 24 tháng 8                     | Bão cuồng phong      | 155km/h (100 mph) | 950 hPa (28.05 inHg)  | Quần đảo Marshall, Quần đảo Mariana, Nhật Bản, Quần đảo Aleutian                                                                       | $30,6 triệu    | Không có      | [ 48 ]                      |
| 24W (Luis)                                  | 22 tháng 8 – 26 tháng 8                     | Áp thấp nhiệt đới    | 55km/h (35 mph)   | 994 hPa (29.35 inHg)  | Đài Loan, Đông Trung Quốc | $34 triệu      | 7             | [ 48 ] [ 55 ]               |
| JMA TD 28                                   | 24 tháng 8 – 26 tháng 8                     | Áp thấp nhiệt đới    | Not specified     | 1000 hPa (29.53 inHg) | Quần đảo Ryukyu, Đông Trung Quốc | Không có       | Không có      |                             |
| Jebi (Maymay)                               | 27 tháng 8 – 4 tháng 9                      | Siêu bão cuồng phong | 195km/h (120 mph) | 915 hPa (27.02 inHg)  | Quần Đảo Mariana, Đài Loan,Nhật Bản, Viễn Đông Nga                                                                                     | $12,6 tỷ       | 17            | [ 56 ] [ 57 ] [ 58 ] [ 59 ] |
| JMA TD 30                                   | 5 tháng 9 – 8 tháng 9                       | Áp thấp nhiệt đới    | 55km/h (35 mph)   | 1004 hPa (29.65 inHg) | Quần đảo Ryukyu | Không có       | Không có      |                             |
| Mangkhut - Bão số 6                         | 7 tháng 9 – 17 tháng 9                      | Siêu bão cuồng phong | 205km/h (125 mph) | 905 hPa (26.72 inHg)  | Bắc Bộ, Quần đảo Marshall, Quần đảo Mariana, Đài Loan, Philippines, Hong Kong, Ma Cao, Nam Trung Quốc                                  | $3,77 tỷ       | 134           | [ 60 ] [ 61 ] [ 62 ]        |
| Barijat (Neneng) - Bão số 5                 | 8 tháng 9 – 13 tháng 9                      | Bão nhiệt đới        | 75km/h (45 mph)   | 998 hPa (29.47 inHg)  | Bắc Bộ, Philippines, Đài Loan, Nam Trung Quốc                                                                                          | $7,3 triệu     | Không có      |                             |
| Trami (Paeng)                               | 20 tháng 9 – 1 tháng 10                     | Siêu bão cuồng phong | 195km/h (120 mph) | 915 hPa (27.02 inHg)  | Quần đảo Mariana, Đài Loan, Nhật Bản, Alaska                                                                                           | $2,69 tỷ       | 4             | [ 63 ]                      |
| 29W                                         | 25 tháng 9 - 27 tháng 9                     | Áp thấp nhiệt đới    | 55km/h (35 mph)   | 1008 hPa (29.77 inHg) | Không có | Không có       | Không có      |                             |
| Kong-rey (Queenie)                          | 28 Tháng 9 – 6 Tháng 10                     | Siêu bão cuồng phong | 215km/h (130 mph) | 900 hPa (26.58 inHg)  | Quần đảo Caroline, Quần đảo Mariana, Nhật Bản, Đài Loan, Hàn Quốc                                                                      | $172 triệu     | 3             | [ 64 ]                      |
| JMA TD 37                                   | 19 Tháng 10 -20 tháng 10                    | Áp thấp nhiệt đới    | Chưa xác định     | 1008 hPa (29.77 inHg) | Cà Mau, Campuchia, Thái Lan, Myanmar                                                                                                   | Không có       | Không có      |                             |
| JMA TD 38                                   | 20 tháng 10                                 | Áp thấp nhiệt đới    | Chưa xác định     | 1008 hPa (29.77 inHg) | Không có | Không có       | Không có      |                             |
| Yutu - Bão số 7                             | 21 Tháng 10 – 2 Tháng 11                    | Siêu bão cuồng phong | 215km/h 130 mph)  | 900 hPa (26.58 inHg)  | Quần đảo Caroline, Quần đảo Mariana, Guam,Philippines, Nam Đài Loan                                                                    | $854 triệu     | 30            |                             |
| Usagi - Bão số 9                            | 9 Tháng 11 - 26 tháng 11                    | Bão nhiệt đới dữ dội | 110km/h (70 mph)  | 990 hPa (29.35 inHg)  | Quần đảo Marshall, Quần đảo Caroline, Philippines, Quần đảo Trường Sa, Nam Trung Bộ, Tây Nguyên, Đông Nam Bộ, Campuchia, Lào, Thái Lan | $40,5 triệu    | 4             | [ 65 ]                      |
| Toraji - Bão số 8                           | 15 Tháng 11 - 21 tháng 11                   | Bão nhiệt đới        | 65km/h (40 mph)   | 1004 hPa (29.65 inHg) | Nam Trung Bộ, Quần đảo Trường Sa, Campuchia, Malaysia, Indonesia                                                                       | $53,6 triệu    | 20            | [ 66 ]                      |
| Man-yi (Tomas)                              | 19 tháng 11 – 28 tháng 11                   | Bão cuồng phong      | 150km/h (90 mph)  | 960 hPa (28.35 inHg)  | Chuuk, Palau | Không có       | Không có      |                             |
| 35W (Usman)                                 | 24 Tháng 12 – 29 Tháng 12                   | Áp thấp nhiệt đới    | 55km/h (35 mph)   | 1000 hPa (29.49 inHg) | Palau, Phillippin | $103 triệu     | 156           |                             |
| Tổng tỷ số mùa bão                          |                                             |                      |                   |                       | |                |               |                             |
| 46 Hệ thống (Bão Kongrey và Yutu mạnh nhất) | 29 tháng 12 năm 2017 – 29 tháng 12 năm 2018 |                      | 215km/h (130 mph) | 900 hPa (26.58 inHg)  | | $30,2 tỷ       | 768           |                             |

Bảng dưới đây tóm tắt tất cả các hệ thống phát triển trong hoặc chuyển vào Bắc Thái Bình Dương, ở phía Tây của Đường Đổi Ngày Quốc tế trong năm 2018. Các bảng cũng cung cấp tổng quan về cường độ, thời gian, diện tích đất bị ảnh hưởng và bất kỳ cái chết hoặc thiệt hại nào liên quan với hệ thống.
Chú ý – Quy ước các vùng để xác định vùng ảnh hưởng trực tiếp vùng đổ bộ của bão
- Vùng đổ bộ của các khu vực biển Đông (So với đổ bộ đất liền):
  -  Việt Nam: Bắc Bộ (Bắc Vịnh Bắc Bộ); Bắc Trung Bộ (Nam Vịnh Bắc Bộ, bao gồm Thanh Hóa - Quảng Bình); Trung Trung Bộ (Vùng biển Quảng Trị - Quảng Ngãi); Nam Trung Bộ (Vùng biển Bình Định - Ninh Thuận); Nam Bộ (Vùng biển Bình Thuận - Cà Mau, Cà Mau - Kiên Giang bao gồm cả Phú Quốc và Vịnh Thái Lan); Nếu có khu vực Bắc, Giữa và Nam Biển Đông trở lên thì gọi chung là Việt Nam.

### Tên bão

#### Tên quốc tế
Các xoáy thuận nhiệt đới được đặt tên theo danh sách bên dưới do Trung tâm Khí tượng Chuyên ngành Khu vực ở Tokyo, Nhật Bản, khi một xoáy thuận đạt đến cường độ bão nhiệt đới. Các tên gọi do các thành viên của ESCAP/WMO Typhoon Committee đề xuất. Mỗi nước trong số 14 nước và vùng lãnh thổ thành viên đưa ra 10 tên gọi, được sử dụng theo thứ tự ABC, bằng tên tiếng Anh của quốc gia đó. Sau đây là các tên gọi dự kiến sẽ đặt tên cho các cơn bão năm 2018:
| - Bolaven (1801) - Sanba (1802) - Jelawat (1803) - Ewiniar (1804) - Maliksi (1805) - Gaemi (1806) - Prapiroon (1807) - Maria (1808) - Sontinh (1809) - Ampil (1810) - Wukong (1811) | - Jongdari (1812) - Shanshan (1813) - Yagi (1814) - Leepi (1815) - Bebinca (1816) - Rumbia (1818) - Soulik (1819) - Cimaron (1820) - Jebi (1821) - Mangkhut (1822) | - Baijat (1823) - Trami (1824) - Kong-Rey (1825) - Yutu (1826) - Toraji (1827) - Man-yi (1828) - Usagi (1829) - Pabuk (chưa sử dụng) - Wutip (chưa sử dụng) - Sepat (chưa sử dụng) - Mun (chưa sử dụng) |

- Bão Hector được tính số hiệu 1817 trên khu vực TBTBD.

#### Tên địa phương của Philippines

Khi một xoáy thuận nhiệt đới đi vào khu vực PAGASA theo dõi sẽ được đặt tên bằng danh sách tên bão riêng của họ

Cục quản lý Thiên văn, Địa vật lý và Khí quyển Philippines (PAGASA) sử dụng danh sách tên bão riêng của họ để đặt cho một xoáy thuận nhiệt đới khi nó đi vào khu vực theo dõi của họ. PAGASA đặt tên cho áp thấp nhiệt đới đã hình thành trong khu vực theo dõi của họ và những xoáy thuận nhiệt đới di chuyển vào khu vực theo dõi của họ. Nếu danh sách các tên trong năm đó bị sử dụng hết, tên sẽ được lấy từ một danh sách phụ trợ, và danh sách tên bão sẽ được đưa ra trước khi mùa bão bắt đầu. Tên còn lập lại (chưa bị khai tử) từ danh sách này sẽ được sử dụng một lần nữa trong mùa bão năm 2022. Đây là danh sách tương tự được sử dụng trong mùa bão 2014, với ngoại lệ có Gardo, Josie, Maymay, Rosita và Samuel, thay thế Glenda, Jose, Mario, Ruby, Seniang.
| - Agaton (1801) - Basyang (1802) - Caloy (1803) - Domeng (1805) - Ester (1806) | - Florita (1807) - Gardo (1808) - Henry (1809) - Inday (1810) - Joise (13W) | - Luis - Maymay (1821) - Neneng (1823) - Ompong (1822) | - Paeng (1824) - Queenie (1825) - Rosita (1826) - Samuel (1827) - Tomas (1828) | - Usman (1829) - Venus (chưa sử dụng) - Waldo (chưa sử dụng) - Yayang (chưa sử dụng) - Zeny (chưa sử dụng) |

D/S phụ trợ

| - Alakdan (chưa sử dụng) - Bagwis (chưa sử dụng) | - Chito (chưa sử dụng) - Diego (chưa sử dụng) | - Elena (chưa sử dụng) - Felino (chưa sử dụng) | - Gunding (chưa sử dụng) - Harriet (chưa sử dụng) | - Indang (chưa sử dụng) - Jessa (chưa sử dụng) |

### Số hiệu cơn bão tại Việt Nam
Ở Việt Nam một cơn bão được đặt số hiệu khi nó đi vào vùng thuộc phạm vi theo dõi của Trung tâm Dự báo Khí tượng Thủy văn Trung ương được xác định trên biển Đông phía Tây kinh tuyến 120 độ kinh Đông và phía bắc vĩ tuyến 5 độ vĩ Bắc. Số hiệu của bão được đặt theo số thứ tự xuất hiện của nó trong năm ví dụ: Bão số 1, bão số 2,...
Năm 2018, trên biển Đông có tổng cộng 14 xoáy thuận nhiệt đới (9 cơn bão và 5 ATNĐ) được nước ta công nhận. Hai cơn bão số 1 và 2 đều có những tác động đến vùng ven biển Nam Trung Bộ. Bão số 3 và 4 đổ bộ trực tiếp vào các tỉnh Thanh Hóa - Nghệ An và ảnh hưởng trực tiếp đến các tỉnh từ Nam Định đến Nghệ An. Bão số 8 và 9 đổ bộ trực tiếp vào Bình Thuận, Bà Rịa-Vũng Tàu và thành phố Hồ Chí Minh với cường độ từ cấp 6-8. Nhìn chung mùa bão 2018 tuy tương đối nhiều xoáy thuận nhưng cường độ yếu, tập trung ở Bắc Biển Đông, tác động đến nước ta với cường độ yếu (cấp 6-8) và không mạnh mẽ so với năm 2016-2017. Thiệt hại do thiên tai năm 2018 tại nước ta ước tính 20.000 tỷ đồng. Diễn biến mùa bão 2018 giống năm 1987, 1993.
Dưới đây là các cơn bão đã được Trung tâm Dự báo Khí tượng Thủy văn Việt Nam đặt số hiệu trong năm 2018 (kèm theo là vùng đổ bộ):
- Bão số 1 (Bolaven) - Suy yếu thành vùng thấp ở vùng biển Phú Yên - Khánh Hòa.
- Bão số 2 (Ewiniar) - Đổ bộ Nam Trung Quốc.
- Bão số 3 (Sơn Tinh) - Đổ bộ vào Nghệ An.[nb 2]
- Bão số 4 (Bebinca) - Đổ bộ vào Thanh Hóa.
- Bão số 5 (Barijat) - Suy yếu thành vùng thấp rồi đi vào Tây Nam Quảng Tây - Trung Quốc.
- Bão số 6 (Mangkhut) - Đổ bộ Nam Trung Quốc.
- Bão số 7 (Yutu) - Tan ở Bắc Biển Đông.
- Bão số 8 (Toraji) - Đổ bộ vào phía Bắc Bình Thuận.[nb 3]
- Bão số 9 (Usagi) - Đổ bộ vào Bà Rịa - Vũng Tàu.

Chú ý
- Nếu bão ở trên biển Đông đang hoạt động mà chưa đến đất liền thì được coi như là Chưa đổ bộ, còn nếu bão vào đất liền thì được coi như là Đổ bộ vào tỉnh nào/Khu vực nào.

Lưu ý
1. ↑  Sức gió 1 phút của JTWC; JMA chỉ định hình nó là một hệ thống áp suất thấp không trực diện (hệ thống này là hệ thống đặc biệt có các đặc điểm của cả xoáy thuận nhiệt đới và ngoại nhiệt đới. Giống như các cơn bão nhiệt đới, chúng là các cơn bão không trực diện, quy mô có nguồn gốc từ vùng nước nhiệt đới hoặc cận nhiệt đới, và có một vòng tuần hoàn gió kín về một trung tâm được xác định rõ.
2. ↑  hoàn lưu bão sau khi tiến vào đất liền của Lào đã quay ngược 180 độ trở lại đồng bằng Bắc Bộ và tiếp tục hồi sinh thành ATNĐ ở ven biển tỉnh Nam Định, Ninh Bình trước khi đổ bộ vào miền Nam Trung Quốc, sau đó tiến về phía biên giới Việt-Trung.
3. ↑  Khi đã suy yếu thành ATNĐ cấp 6